# Trinität

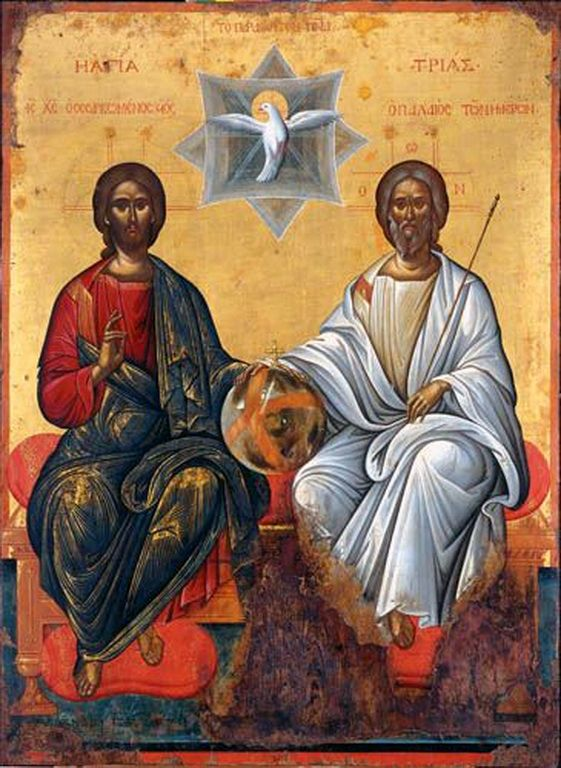
Die Dreifaltigkeit mit der Weltkugel – Gott Vater rechts, Jesus Christus links (Ikone von Elias Moskos oder Michail Damaskinos, 16. Jh.)

Die Dreieinigkeit, Dreifaltigkeit oder Trinität (lateinisch trinitas; altgriechisch τριάς Trias, deutsch ‚Dreizahl, Dreiheit‘) ist in der christlichen Theologie die Wesenseinheit Gottes in drei Personen oder Hypostasen, nicht drei Substanzen. Diese werden „Vater“ (Gott der Vater, Gott Vater oder Gottvater), „Sohn“ (Jesus Christus, Sohn Gottes oder Gott Sohn) und „Heiliger Geist“ (Geist Gottes) genannt. Damit wird zugleich ihre Unterscheidung und ihre unauflösbare Einheit ausgedrückt. Im Judentum und im Islam wird das Konzept der Trinität strikt abgelehnt.

## Geschichte
Ausgehend von biblischen Vorgaben und frühchristlicher liturgischer Praxis entwickelte sich die christliche Trinitätslehre zwischen dem 2. und 7. Jahrhundert durch verschiedene Theologen und Synoden. Zentrale Meilensteine waren das Erste Konzil von Nicäa (325), das Erste Konzil von Konstantinopel (381) und das 11. Konzil von Toledo (675).
Die grundlegende theologische Herausforderung bestand in der Frage, wie sich die Einheit Gottes und die Dreiheit göttlicher Personen begrifflich und in ihrem Verhältnis fassen lässt. Im arianischen Streit des 4. Jahrhunderts vertrat der Presbyter Arius aus Alexandria die häretische Position, der Sohn sei ein Geschöpf des Vaters und damit nicht wesensgleich mit ihm (Subordinatianismus). Die alexandrinischen Bischöfe Alexander und sein Nachfolger Athanasius verteidigten dagegen die orthodoxe Position der Wesensgleichheit (Homousie) zwischen Vater und Sohn. Nur als wahrer Gott, so ihre zentrale theologische Begründung, konnte Christus das Erlösungswerk vollbringen.
Die theologischen Kontroversen waren stark geprägt durch unterschiedliche Interpretationen philosophischer Konzepte, insbesondere aus dem Mittelplatonismus (Logos, Emanation), sowie durch die verschiedene Verwendung griechischer bzw. lateinischer Begriffe wie ousia (Wesenheit), substantia oder „Hypostase“. Ein markantes Beispiel war der Hypostasenstreit des 4. Jahrhunderts zwischen östlichen und westlichen Theologen des Römischen Reiches, in dem von einer bzw. drei „Hypostasen“ gesprochen wurde.
Die Kappadokischen Väter – Basilius der Große, Gregor von Nyssa und Gregor von Nazianz – entwickelten eine vermittelnde Lösung: Sie unterschieden präzise zwischen der einen göttlichen Substanz (ousia), wie sie das Erste Konzil von Nicäa (325) bekannt hatte, und den drei Hypostasen, eine Begrifflichkeit, die u. a. auf Origenes zurückging. Diese Unterscheidung wurde grundlegend für die späteren Konzilsformeln von Konstantinopel und Chalcedon.
Die kappadokische Formel „mia ousia, treis hypostaseis“ (eine Wesenheit, drei Hypostasen) wurde zur klassischen Formulierung der Trinitätslehre in der Ostkirche, während im lateinischen Westen die Formel „una substantia, tres personae“ (eine Substanz, drei Personen) durch Augustinus maßgeblich wurde.
Heute befinden sich Antitrinitarier und Unitarier, die die Trinitätslehre ablehnen, in der Minderheit. Die großen christlichen Konfessionen bekennen sich im Nicäno-Konstantinopolitanum gemeinsam zur Dreieinigkeit.

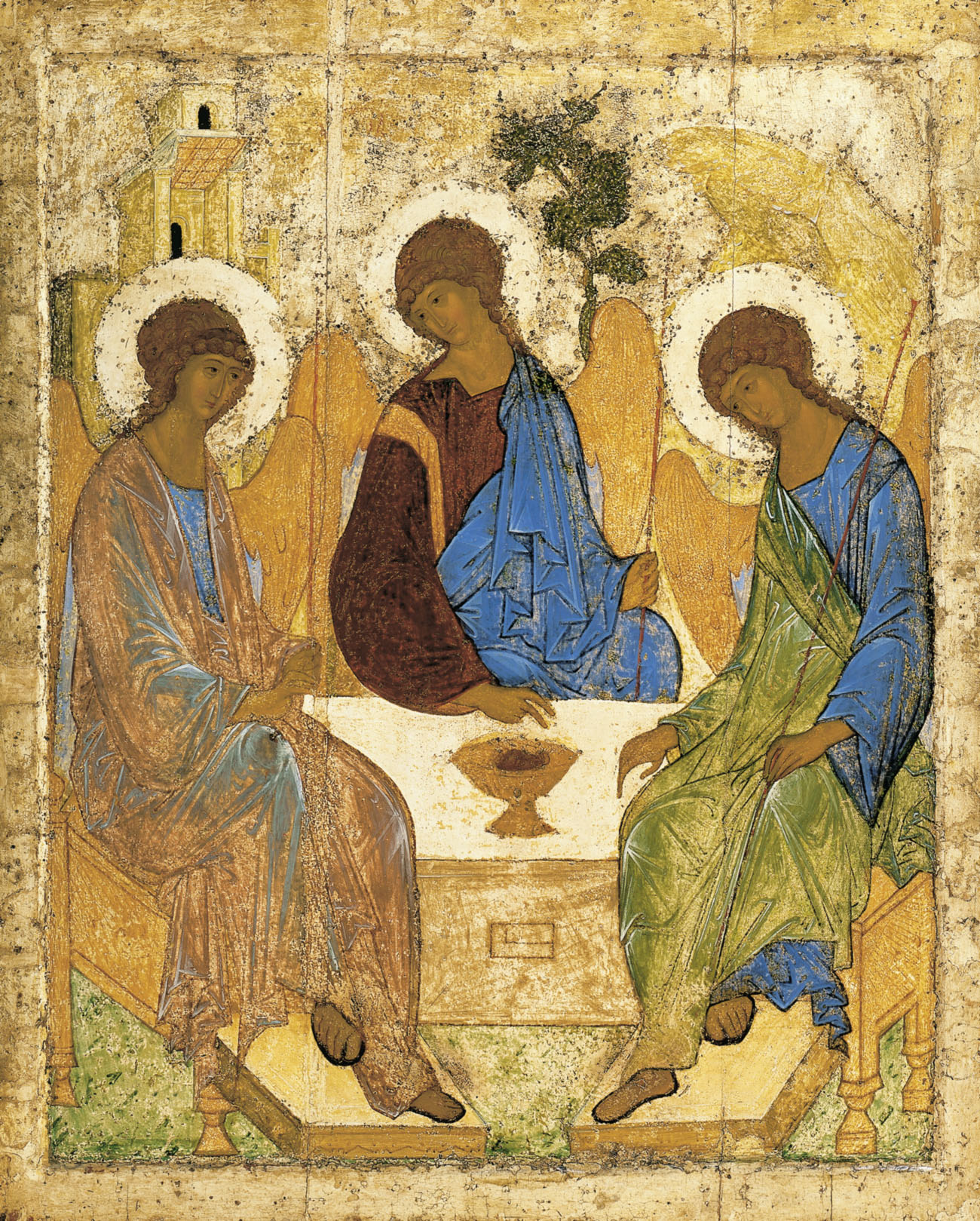
„Dreifaltigkeitsikone“ von Andrei Rubljow (etwa 1411)

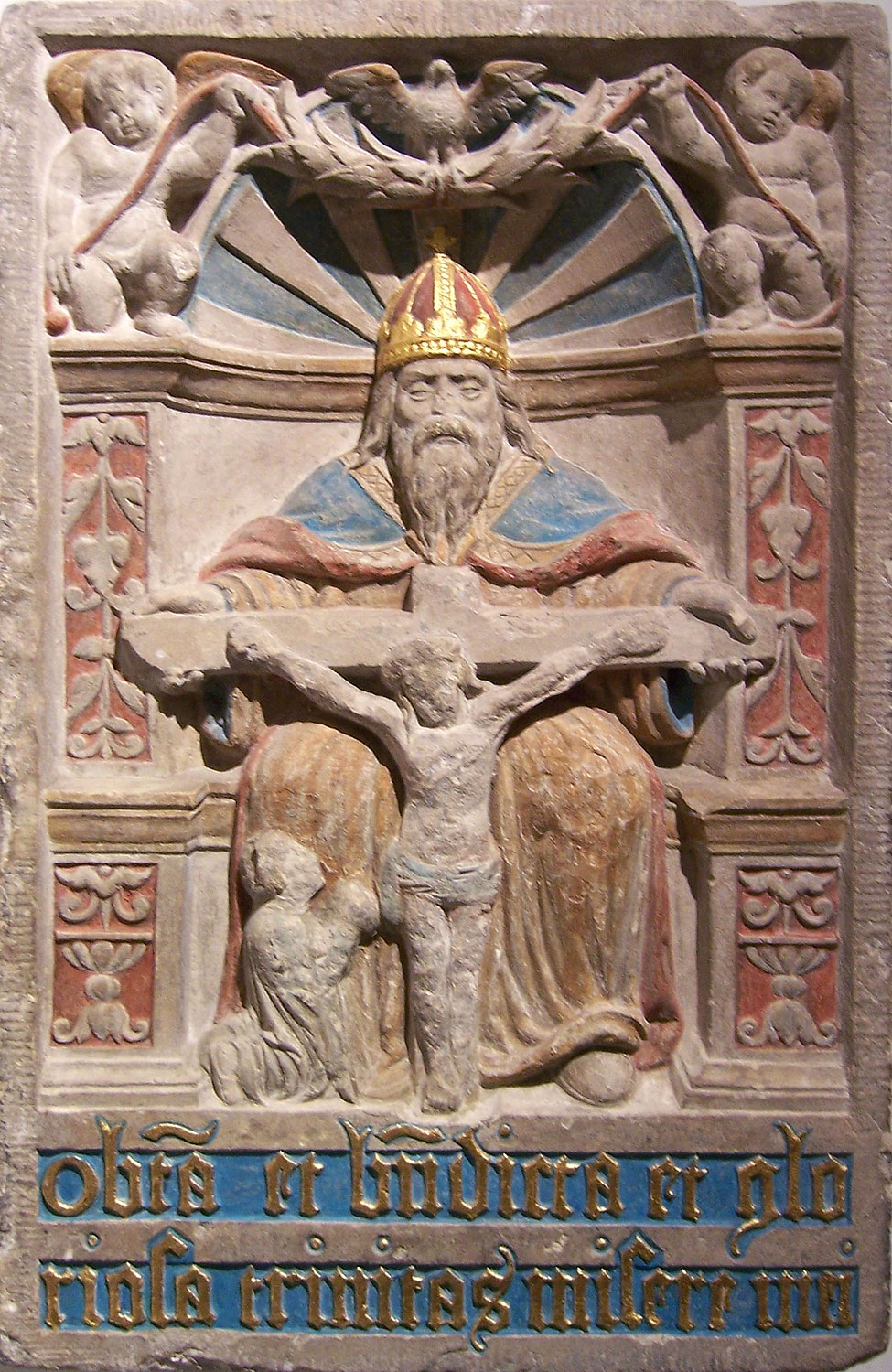
Darstellung der Trinität in Form des Gnadenstuhls (Epitaph von 1549)

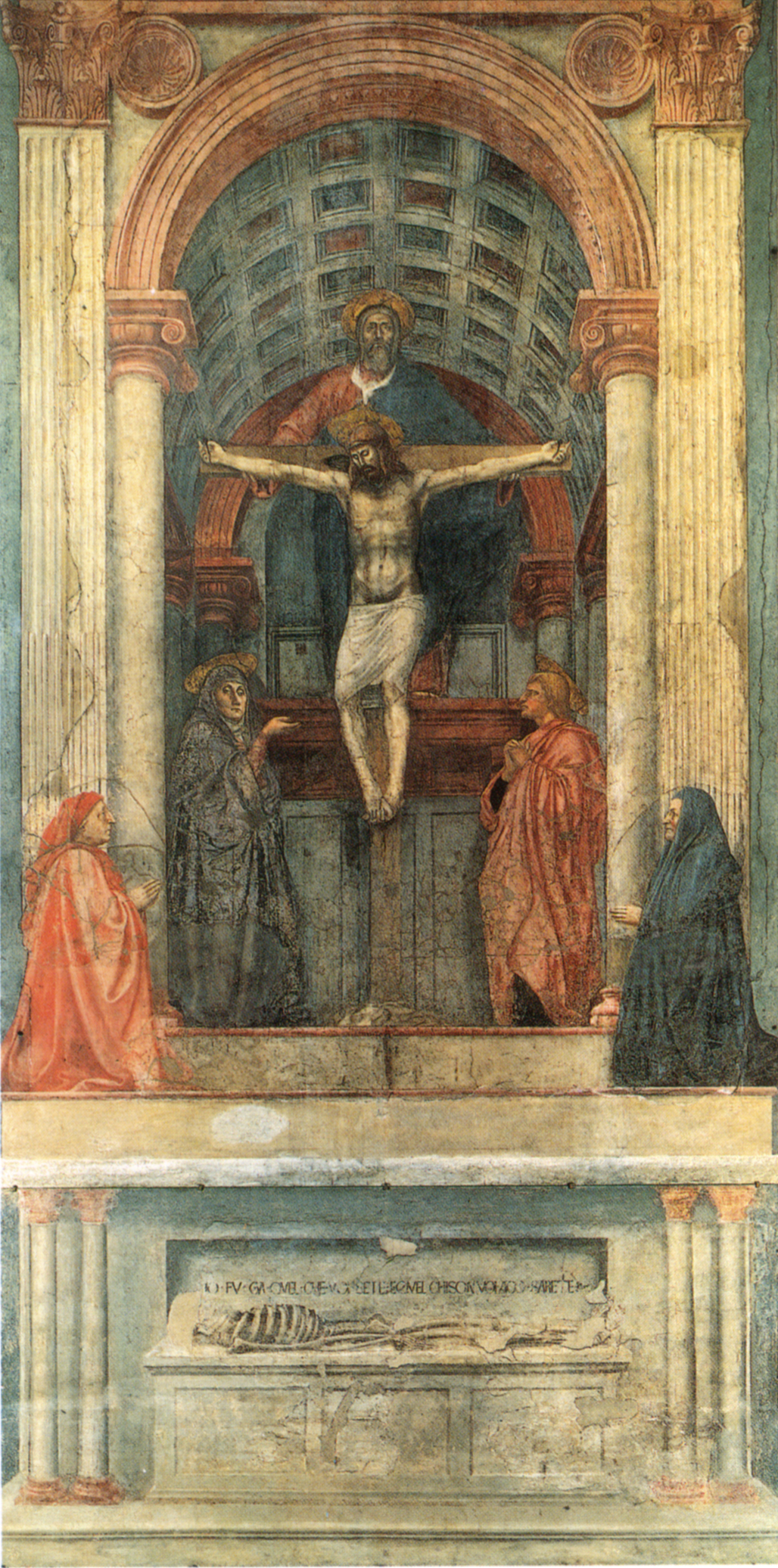
Masaccio: Dreifaltigkeit, Fresko in der Kirche Santa Maria Novella

Im Kirchenjahr ist Trinitatis, der erste Sonntag nach Pfingsten, dem Gedenken der Dreieinigkeit Gottes gewidmet. Das Dreifaltigkeitsfest wurde 1334 durch Papst Johannes XXII. für die gesamte Westkirche verbindlich eingeführt.
In anderen Religionen existieren ebenfalls Vorstellungen von göttlichen Dreiheiten (Trias), etwa in der altägyptischen Religion mit Osiris, Isis und Horus. Der Hinduismus kennt die Trimurti aus Brahma, Vishnu und Shiva. Inwieweit diese vorchristlichen Konzepte die Entwicklung der Trinitätslehre beeinflussten, ist in der Forschung umstritten. Tertullian grenzte die christliche Lehre bewusst vom Begriff der Trias ab, indem er erstmals den Terminus „Trinität“ (trinitas) verwendete.
Judentum und Islam lehnen das Konzept der Trinität als Gefährdung des monotheistischen Gottesverständnisses ab. Im Koran wird die christliche Trinitätslehre explizit zurückgewiesen (Sure 4:171; 5:73).

## Biblische Motive
Eine christliche systematisch-theologische Trinitätslehre wird weder im Alten noch im Neuen Testament explizit entfaltet. Jedoch finden sich nach christlicher Interpretation zahlreiche Grundlagen für ihre spätere Entwicklung. Diese biblischen Motive betreffen sowohl die göttliche Dreiheit als auch spezifische Aussagen zur Göttlichkeit von Sohn und Geist.

### Göttliche Dreiheit

#### Alttestamentliche Motive
Die neutestamentliche Rede vom Heiligen Geist wurzelt in alttestamentlichen Aussagen über den Geist Gottes, wie sie sich etwa in Gen 2,7 , Jes 32,15–20 , Ez 11,19  und 36,26 f.  finden.
Für die frühchristliche Theologie waren besonders jene Textstellen bedeutsam, die von den verschiedenen Erscheinungsweisen und Attributen Gottes sprechen: dem Wort (davar), dem Geist (ruah), der Weisheit (hokhmah) oder der Gegenwart (shekhinah) Gottes.
In der patristischen Exegese wurden mehrere alttestamentliche Stellen als Vorausbilder der Trinität gedeutet: die Pluralformulierungen Gottes bei der Schöpfung und beim Turmbau zu Babel (Gen 1,26 , Gen 11,7 ), das dreifache „Heilig!“ der Seraphim (Jes 6,3 ), das später im liturgischen Trisagion aufgegriffen wurde, sowie die für die christliche Ikonographie besonders wichtige Erscheinung der drei Männer bei Abraham (Gen 18,1–3 ). Auch messianisch interpretierte Psalmverse wie Ps 2,7  und Ps 110,1  wurden in die trinitarische Deutung einbezogen.
Die jüdische Theologie lehnt diese christologische und trinitarische Interpretation der hebräischen Bibel als nicht schriftgemäß grundsätzlich ab.

#### Neutestamentliche Motive
Im Neuen Testament gibt es mehrere Stellen, die zur Entwicklung der Trinitätslehre beitrugen.
- „Es gibt verschiedene Gnadengaben, aber nur den einen Geist. Es gibt verschiedene Dienste, aber nur den einen Herrn. Es gibt verschiedene Kräfte, die wirken, aber nur den einen Gott“ (1 Kor 12,4–6 EU). In dieser ältesten Stelle im Neuen Testament (ca. 53–57 n. Chr.) werden die Gnadengaben „in gezielter Steigerung“[7] auf Geist, Herr und Gott zurückgeführt.
- „Die Gnade des Herrn Jesus Christus und die Liebe Gottes und die Gemeinschaft des Heiligen Geistes sei mit euch allen!“ (2 Kor 13,13 EU). Diese ebenfalls etwa 53–57 n. Chr. schriftlich festgehaltene Formel ist vermutlich ein Segensgruß der frühen christlichen Liturgie. Er könnte somit schon länger in Gebrauch gewesen sein und daher auch älter sein.
- „Gepriesen sei der Gott und Vater unseres Herrn Jesus Christus. Er hat uns mit allem Segen seines Geistes gesegnet durch unsere Gemeinschaft mit Christus im Himmel“ (Eph 1,3 EU). In dieser Formulierung (ca. 80–90 n. Chr.) werden Vater, Sohn und Geist neben einander und aufeinander hingeordnet.
- „Darum geht und macht alle Völker zu meinen Jüngern; tauft sie auf den Namen des Vaters und des Sohnes und des Heiligen Geistes“ (Mt 28,19 EU). Diese Formel (ca. 80–90 n. Chr.) ist wirkungsgeschichtlich einflussreich, wenn sie auch nicht zum „Prototyp der christlichen Taufe“[8] wird. „Auf den Namen“ (εἰς τὸ ὄνομα, wörtlich „in den Namen“) bringt laut Hans Bietenhard die enge Verbindung zwischen Vater, Sohn und Heiligem Geist zum Ausdruck,[9] ohne jedoch das Verhältnis dieser drei Größen genauer zu bestimmen. Joachim Gnilka sieht in der Formulierung eine Übereignung des Täuflings an Gott.[10] Als „Pendant“ zur Formel in Mt 28,19 EU hat man die Erzählung der Taufe Christi im Jordan durch Johannes den Täufer gesehen, weil dort[11] durch Herabschweben des Geistes und Himmelsstimme des Vaters ebenfalls Vater, Sohn und Geist vereinigt sind.[12] Vermutlich ist diese Taufformel die Erweiterung[13] einer Taufe „auf den Namen Christi“.[14] Auch die nach 100 n. Chr. entstandene Didache (der frühe „Katechismus mit Anweisungen über die liturgischen Vollzüge“)[15] kennt bereits eine solche erweiterte Taufformel: „Tauft auf den Namen des Vaters und des Sohnes und des Heiligen Geistes“[16].
- „Ihr aber, Geliebte, baut weiter auf eurem hochheiligen Glauben auf, betet im Heiligen Geist, bewahrt euch in der Liebe Gottes und wartet auf das Erbarmen Jesu Christi, unseres Herrn, zum ewigen Leben!“ (Jud 1,20-21 EU). Auch aus dieser Stelle (ca. 100 n. Chr.) lässt sich erschließen, dass Vater, Sohn und Heiliger Geist für den Glauben der Gemeinde wichtig sind.
- „Petrus, Apostel Jesu Christi, … von Gott, dem Vater, von jeher ausersehen und durch den Geist geheiligt, um gehorsam zu sein und besprengt zu werden mit dem Blut Jesu Christi“ (1 Petr 1,2 EU). Diese Stelle ist wohl eines der spätesten Zeugnisse im Neuen Testament (ca. 100–120 n. Chr.).

### Göttlichkeit des Vaters
Im Neuen Testament bezieht sich die Bezeichnung „Gott“ (theos) primär auf den Vater. Gott und der Sohn Gottes erscheinen als voneinander unterschieden und zugeordnet, wie in relationalen Aussagen deutlich wird: Gott sendet seinen Sohn (Joh 3,17 ), Jesus steht zur Rechten Gottes (Apg 7,56 ), und Gott wird als „Vater unseres Herrn Jesus Christus“ (1 Petr 1,3 ) bezeichnet. Diese Unterscheidung bleibt auch eschatologisch bestehen: Am Ende „wird sich auch der Sohn unterwerfen“ und „Gott alles in allem“ oder „in allen“ sein (1 Kor 15,28 ).

### Göttlichkeit Jesu Christi
Neben den oben angeführten triadischen Formeln sind vor allem neutestamentliche Aussagen über das Verhältnis von Jesus und Gott für die Herausbildung der Trinitätslehre von großer Bedeutung gewesen.

#### Identifikation mit Gott
Am deutlichsten formuliert der Hebräerbrief die Gottheit Jesu Christi, er identifiziert Jesus mit dem Gott des Alten Testaments: „Du, Herr (Jesus), hast vorzeiten der Erde Grund gelegt, die Himmel sind das Werk deiner Hände. Sie werden vergehen, du aber bleibst; sie alle veralten wie ein Gewand; du rollst sie zusammen wie einen Mantel und wie ein Gewand werden sie gewechselt. Du aber bleibst, der du bist, und deine Jahre enden nie“ (Hebr 1,10–12 ).
Der Johannesprolog bezeichnet Jesus als das fleischgewordene „Wort“ (logos), das selbst Gott ist (Joh 1,1 ).
Weitere direkte Gottesprädikationen finden sich im Bekenntnis des Thomas: „Mein Herr und mein Gott!“ (Joh 20,28 ) und in der Bezeichnung Jesu als „wahrer Gott und ewiges Leben“ (1 Joh 5,20 ).
Von besonderer theologischer Bedeutung ist die Identifikation Jesu mit der Herrlichkeit JHWHs: Laut Joh 12,41  sah der Prophet Jesaja bereits Jesu Herrlichkeit, als ihm im Jerusalemer Tempel Gottes Herrlichkeit erschien (Jes 6,1–4 ).
Nach Mk 1,1–4  (und den Parallelstellen Mt 3,3  und Lk 3,4–6 ) sowie Joh 1,23  ist Jesus, dem Johannes der Täufer den Weg bereitet, identisch mit dem Gott des Alten Testaments, dem laut Jesaja der Weg bereitet werden solle (Jes 40,3 ). In Röm 9,5  nennt Paulus Jesus wahrscheinlich „Gott“. Tit 2,13  und 2 Petr 1,1  bezeichnen Jesus als „Gott und Retter“. Nach anderen Lesarten wird Jesus hier aber nur als „Retter“ bezeichnet, der Gott beigeordnet ist.
In Apg 20,28  ist wörtlich von der „Kirche Gottes, die er sich durch das Blut seines Eigenen (oder: „durch sein eigenes Blut“) erworben hat“. die Rede. Je nach Interpretation dieser textkritisch schwierigen Stelle könnte dieser Vers Gott mit Jesus, dem Erlöser, identifizieren.

#### Gleichrangigkeit mit Gott
Auch die Gleichrangigkeit zwischen Gott und Jesus bringt am deutlichsten der Hebräerbrief zum Ausdruck: „Darum, o Gott (= Jesus), hat dein Gott dich gesalbt mit dem Öl der Freude wie keinen deiner Gefährten“ (Hebr 1,9 ).
Ebenso deutlich stellt Joh 1,18  die Gleichrangigkeit dar: „Niemand hat Gott je gesehen. Der Einzige, der Gott ist und am Herzen des Vaters ruht, er hat Kunde gebracht“.
Die älteste Stelle des Neuen Testaments (ca. 40er Jahre), die Jesus mit Gott gleichrangig sieht, ist vorpaulinische Christushymnus Phil 2,6–7 : Jesus war zumindest bis zu seiner Geburt auf Erden „in der Gestalt Gottes“ und war Gott gleich („Gott-gleich-Sein“).
Laut Kol 2,2  ist Christus „das Geheimnis Gottes“ (vgl. Kol 1,25–27 ) und gemäß Kol 2,9  wohnt in Jesus „die ganze Fülle der Gottheit leibhaftig“ (vgl. Kol 1,19 ).
Die johanneische Tradition entwickelt diese Einheitsaussagen weiter: In Joh 10,30  sagt Jesus von sich selbst: „Ich und der Vater sind eins“; weiters beteuert er, „dass in mir der Vater ist und ich im Vater bin“ Joh 10,38  (vgl. Joh 14,10 ).
Diese Einheit wird zum Urbild der kirchlichen Gemeinschaft: In Joh 17,21  bittet er Gott: „Alle sollen eins sein: Wie du, Vater, in mir bist und ich in dir bin“.
In der Offenbarung des Johannes werden göttliche Attribute wie „Alpha und Omega“ sowohl Gott (Offb 1,8 ) als auch Christus (Offb 22,13 ) zugeschrieben: Offb 22,13  sagt Jesus von sich: „Ich bin das Alpha und das Omega, der Erste und der Letzte, der Anfang und das Ende.“ In Offb 1,8  sagt Gott dies von sich selbst.
Gott ist schon in der jüdischen Theologie „Der Ewige“, der Erste und der Letzte usw. Das Gleiche trifft laut dem Hebräerbrief auf Jesus zu: Hebr 13,8  „Jesus Christus gestern und heute und derselbe auch in Ewigkeit.“
Laut Mt 28,18  ist Jesus „alle Vollmacht gegeben im Himmel und auf der Erde“; damit besitzt er eine Eigenschaft, die ansonsten nur Gott selbst hat, nämlich die Allmacht.

#### Gottgleiche Verehrung Jesu
Das Neue Testament bezeugt eine gottgleiche Verehrung Jesu, die sich in verschiedenen Formen ausdrückt. Doxologische Formeln wie „Ihm sei die Herrlichkeit in alle Ewigkeit“ (2 Tim 4,18 ; 2 Petr 3,18 ) entsprechen der traditionellen Gottesverehrung.
Ähnlich preist 2 Tim 4,18  Jesus: „Ihm sei die Ehre in alle Ewigkeit. Amen.“ 2 Thess 1,12  verbindet die Verherrlichung Jesu direkt mit der Gnade Gottes, indem „der Name Jesu, unseres Herrn, in euch verherrlicht werden [soll] und ihr in ihm, durch die Gnade unseres Gottes und Jesu Christi, des Herrn“.
Paulus richtet seine Gebete auch an Jesus (2 Kor 12,8 ), was die kultische Gleichstellung dokumentiert.
Von besonderer theologischer Tragweite ist die christologische Adaptation alttestamentlicher JHWH-Prädikationen in Phil 2,9–11 : Die universale Huldigung vor Jesus und sein Bekenntnis als Kyrios entspricht der in Jes 45,23  JHWH vorbehaltenen Verehrung: Demnach hat Gott Jesus „über alle erhöht und ihm den Namen verliehen, der größer ist als alle Namen, damit alle im Himmel, auf der Erde und unter der Erde ihr Knie beugen vor dem Namen Jesu und jeder Mund bekennt: Jesus Christus ist der Herr zur Ehre Gottes, des Vaters.“ In Jes 45,23  wird JHWH, der eine Gott Israels (vgl. Jes 45,21–22 ), mit diesen Worten verehrt.
Laut Joh 5,22–23  hat Gott dem Sohn das Gericht übertragen, „damit alle den Sohn ehren, wie sie den Vater ehren. Wer den Sohn nicht ehrt, ehrt auch den Vater nicht, der ihn gesandt hat“.
In der Johannesapokalypse in Offb 5,12-13  stellt die universale Anbetung des Lammes, das in der Offenbarung immer mit Jesus identifiziert wird, von der gesamten Schöpfung den Höhepunkt dieser kultischen Gleichstellung dar.

#### Präexistenzaussagen
Einige Stellen des Neuen Testaments betonen, dass Jesus schon vor der Schöpfung existierte. Diese Überzeitlichkeit wird meist als Hinweis auf seine Göttlichkeit gesehen.
Der Kolosserbrief beschreibt Christus als Schöpfungsmittler: „Denn in ihm (Jesus) wurde alles erschaffen im Himmel und auf Erden, das Sichtbare und das Unsichtbare, Throne und Herrschaften, Mächte und Gewalten; alles ist durch ihn und auf ihn hin erschaffen. Er ist vor aller Schöpfung und in ihm hat alles Bestand“ (Kol 1,16–17 ). Auch Phil 2,6–11  und Joh 1,1–20  stellen Jesus als präexistent dar. Laut Kol 1,27  ist Jesus „jenes Geheimnis, das seit ewigen Zeiten und Generationen verborgen war – jetzt aber seinen Heiligen offenbart wurde“. In Joh 8,58  sagt Jesus über sich selbst: „Noch ehe Abraham wurde, bin ich“. Laut Joh 17,5  war Jesus in der Herrlichkeit Gottes, „bevor die Welt war“.
Das Hohepriesterliche Gebet bezeugt seine Teilhabe an der göttlichen Herrlichkeit „bevor die Welt war“ (Joh 17,5 ) und die vorweltliche Liebe des Vaters zu ihm (Joh 17,24 ). Auch laut 1 Petr 1,20  gab es Jesus „schon vor Grundlegung der Welt“. 1 Kor 2,7  betont, dass Gott Jesus schon „vor allen Zeiten vorausbestimmt hat“. Gemäß Eph 1,4  hat Gott die Menschen durch Jesus „erwählt vor der Grundlegung der Welt“. Laut Joh 12,41 , 1 Kor 10,1–4 , 1 Petr 10,10–11  und Jud 1,5  war Jesus bereits bei wichtigen Stationen in der Geschichte des Volkes Israels präsent. Auch in Eph 3,8–9  und 1 Tim 3,16  ist von der Präexistenz Jesu die Rede.

### Göttlichkeit und Personhaftigkeit des Heiligen Geists
Laut Altem Testament werden Propheten und Richter vom Heiligen Geist erfüllt. Im weiteren Sinn erhält Gottes belebender Geist jeden Menschen am Leben. Auf diesem Hintergrund wird die Göttlichkeit des Heiligen Geistes im Neuen Testament vorausgesetzt; an einigen Stellen aber direkt benannt. Paulus bezeichnet neben Gott und Jesus auch den Heiligen Geist als „Herrn“ (2 Kor 3,17 ). Umgekehrt wird in Joh 4,24  Gott als „Geist“ bezeichnet. Laut Joh 15,26  geht der Heilige Geist aus dem Vater hervor bzw. geht von ihm aus. In Lk 1,35  wird der Heilige Geist als „Kraft des Höchsten“ verstanden. In den triadischen Formeln (Mt 28,19 , 2 Kor 13,13 ) scheint der Heilige Geist mit Gott Vater und Jesus gleichrangig zu sein und auf gleiche Weise verehrt zu werden. Die Präexistenz des Heiligen Geistes wird im Neuen Testament ebenfalls vorausgesetzt und nur an wenigen Stellen explizit benannt. So hat der Heilige Geist bereits durch König David (Apg 1,16 ; Apg 4,25 ) und dem Propheten Jesaja gesprochen (Apg 28,25 ).
Das Alte Testament kennt kaum die Eigenständigkeit von Gottes Geist; er wird hier meist als eine Kraft Gottes beschrieben (vgl. lediglich 1 Kön 22,21; Ez 37,9). Das Neue Testament benennt deutlicher die Personhaftigkeit und die Eigenständigkeit des Heiligen Geistes gegenüber Gott (Vater). Er hat einen eigenen Willen (1 Kor 12,11 ), er tritt für die Gläubigen bei Gott ein (Röm 8,26 ), er erforscht die Tiefen Gottes (1 Kor 2,10 ), er spricht die Apostel direkt an (Apg 13,2 ; Apg 8,29 ), er leitet die christliche Mission (Apg 9,31 ; Apg 16,6 ; Apg 21,4 ), er ist eine eigene Entität neben Gott (Vater) und Jesus (Joh 16,13-15 ; vgl. triadische Formeln oben). Der Heilige Geist wird auch als Beistand oder Tröster (παράκλητος paráklētos) bezeichnet (Joh 14,16 ; Joh 14,26 ; Joh 15,26 ; Joh 16,7 ).

## Entwicklung der Trinitätstheologie
Der biblischen Rede von Vater, Sohn und Geist lassen sich nur Weichenstellungen für die späteren Rezeptionen bei der Ausarbeitung einer Trinitätslehre entnehmen. Prägend wurde besonders die rituelle Praxis und Gebetspraxis der frühen Christen. Gleichzeitig wird über Jahrhunderte hinweg entwickelt, was als christlich und was als häretisch gelten soll. Teil dieser Entwicklung, in der gelegentlich auch Althergebrachtes und in Konzilien Festgelegtes infrage gestellt wurde, ist auch die Entstehung unterschiedlicher Denominationen. Antitrinitarische Sichtweisen wurden dabei vor allem im 1. Konzil von Nicäa als häretisch zurückgewiesen. Aber noch im großen Schisma (1054) ging es mit dem Filioque-Streit um Fragen der Trinitätslehre.

### Frühe trinitarische Formeln
Die frühesten deutlich dreiheitlich strukturierten Formeln begegnen als Taufformeln und in Taufbekenntnissen, die mit drei Fragen und Antworten die Übereignung an Vater, Sohn und Geist vorbereiten und dann vollziehen.
Auch in der Eucharistiefeier finden sich trinitarische Formeln: Durch den Sohn wird dem Vater gedankt, dann um Herabsendung des Geistes gebeten. Die Schlussdoxologie verherrlicht den Vater durch den Sohn und mit dem Geist (oder: mit dem Sohn durch den Geist).
Auch die regula fidei bei Irenäus, die u. a. in der Taufkatechese Verwendung fand, ist trinitarisch strukturiert.

### Theologische Entwicklung im 2. und 3. Jahrhundert
Die christliche Theologie war in den ersten Jahrhunderten nicht eindeutig definiert, da gemäß neutestamentlichem Konzept jede christliche Gemeinde für sich selbst vor Gott verantwortlich war und keine übergemeindlichen Zusammenschlüsse existierten. So gab es bald zahlreiche Auseinandersetzungen mit den Varianten der Christologie und Trinität wie dem Adoptianismus (der Mensch Jesus wurde bei der Taufe von Gott via Heiligem Geist adoptiert) oder Doketismus (Jesus war rein göttlich und erschien nur als Mensch). Unter diversen Versuchen in Abgrenzung zur Gnosis und dem Manichäismus mit ihren Auswirkungen auf das Christentum befanden sich einige – wie der modalistischer Monarchianismus (der Vater und der Sohn sind verschiedene Seinsformen des einen Gottes in der ‚oikonomischen Heilsgeschichte‘, so dass, überspitzt formuliert, Gott selbst am Kreuz starb) –, die später als Häresie verurteilt wurden.
Theophilus
Theophilus, Bischof von Antiochia, erwähnte vermutlich als Erster um 180 den Begriff „Trias“ (Dreiheit) in Bezug auf Gott.

#### Justin
Justin der Märtyrer verwendet zahlreiche trinitarische Formeln.

#### Irenäus
Irenäus von Lyon entwickelt – unter anderen auf dem Prolog des Johannesevangeliums (1,1–18 ) aufbauend – eine Logos-Theologie. Jesus Christus, der Sohn Gottes, wird mit dem präexistenten Logos als wesentlichem Akteur der Schöpfung und der Offenbarung Gottes gleichgesetzt. Auch eine eigenständige Pneumatologie arbeitet Irenäus aus. Der Heilige Geist ist Gottes Weisheit. Geist und Sohn gehen nicht durch eine Emanation hervor, welche sie auf eine andere ontologische Stufe zum Vater stellen würde, sondern durch „geistige Emanation“.

#### Tatian
Tatian versucht einen eigenständigen Sonderweg, wobei der Geist auch als Diener Christi, des Logos, auftritt und einem weltjenseitig-unwandelbaren Gott nachgeordnet wird.

#### Athenagoras
Das griechische Wort trias für Gott Vater, Sohn und Heiliger Geist, das in den Ostkirchen bis heute das übliche Wort für die christliche Dreieinigkeit ist, wird erstmals erwähnt in der zweiten Hälfte des 2. Jahrhunderts bei dem Apologeten Athenagoras von Athen:

„Sie [die Christen] kennen Gott und seinen Logos, wissen, was die Einheit des Sohns mit dem Vater ist, was die Gemeinschaft des Sohnes mit dem Vater ist, was der Geist ist, was die Einheit dieser Trias, der Geist, der Sohn, und der Vater, ist, und was ihre Unterscheidung in der Einheit ist.“

#### Tertullian
In die Westkirche wurde, wenige Jahrzehnte nachdem Athenagoras von Athen von „trias“ gesprochen hatte, das entsprechende lateinische Wort trinitas wahrscheinlich von Tertullian eingeführt, zumindest ist es erstmals bei ihm belegt. Es ist eine eigens hierfür geschaffene Neubildung aus trinus – dreifach – zum Abstraktum Trinitas – Dreieinigkeit. Von Haus aus Jurist, erklärte er die Wesenheit Gottes in der Sprache des römischen Rechtswesens. Er führt den Begriff personae (Plural von persona – Partei im rechtlichen Sinn) für Vater, Sohn und Heiligen Geist ein. Für die Gesamtheit von Vater, Sohn und Heiligen Geist verwendete er den Begriff substantia, das den rechtlichen Status in der Gemeinschaft bezeichnet. Nach seiner Darstellung ist Gott in der substantia einer, aber in der monarchia – der Herrschaft des einen Gottes – wirken drei personae, Vater, Sohn und Heiliger Geist. Einer anderen Version zufolge entlehnte Tertullian die Metapher „persona“ dem Theater von Karthago, wo die Schauspieler Masken (personae) vor ihr Gesicht hielten, je nach Rolle, die ihnen zukam.

### Theologische Entwicklung im 4. bis 7. Jahrhundert

#### Trinitätslehren – Konzil von Nicäa (325)
Die Gegensätze in den Trinitätsvorstellungen ab dem späten 2. Jahrhundert können unter den Strömungen des Monarchianismus, des Subordinatianismus und des Tritheismus zusammengefasst werden. Unter dem einflussreichen, aber pauschalen Kampfbegriff Arianismus trat bei Arius eine Spielart des Subordinatianismus auf, der die drei Hypostasen Gott, Logos-Sohn und Heiliger Geist postuliert, aber Logos und Heiliger Geist Gott unterordnete, dem Logos-Sohn als geschaffen und mit Anfang aber die wahre Gottheit abspricht – Jesus kommt damit in eine Mittelposition zwischen göttlich und menschlich. Diese Lehre wurde vom ersten Konzil von Nicäa (325) als Irrlehre zurückgewiesen. Die erhoffte Einigung blieb aus. Nach dem Konzil von Nicäa folgte ein jahrzehntelanger theologisch und politisch motivierter Streit zwischen Befürwortern und Gegnern des Bekenntnisses von Nicäa. Die ‚anti-nicänische‘ Strömung gewann in den Jahren nach Nicäa besonders bei der höheren Geistlichkeit und den hellenistisch Gebildeten im östlichen Teil des Römischen Reiches bei Hof und im Kaiserhaus viele Anhänger, so dass 360 die Mehrheit der Bischöfe freiwillig oder gezwungen der neuen, ‚homöischen‘ Bekenntnis-Kompromissformel zustimmten (siehe unter Arianischer Streit). Es traten diverse ‚anti-nicänische‘ Synoden zusammen, die zwischen 340 und 360 verschiedene ‚nicht-nicänische‘, trinitarische Glaubens-Bekenntnisse formulierten.

#### Pneumatologie – Nicäno-Konstantinopolitanum (381)
Neben der Trinitäts-Frage, die beim Konzil von Nicäa im Vordergrund gestanden hatte, kam in der Mitte des 4. Jahrhunderts die nach der Stellung des Heiligen Geistes hinzu. Ist der Geist Gottes eine Person der göttlichen Trinität, eine unpersönliche Kraft Gottes, eine andere Bezeichnung für Jesus Christus oder ein Geschöpf?
Die Makedonianer (nach einem ihrer Führer, dem Patriarchen Makedonios I. von Konstantinopel) oder Pneumatomachen (Geistbekämpfer) vertraten die Ansicht, Gott-Sohn sei aus Gott gezeugt, damit auch in Wesensübereinstimmung mit Gott, der Heilige Geist jedoch geschaffen.
Ab 360 wurde die Frage von ‚Altnizänern‘ und ‚Neunizänern‘ aufgenommen. Athanasius schrieb seine Vier Briefe an Serapion. Der Tomus ad Antiochenos, von Athanasius nach der Regionalsynode in Alexandria 362 verfasst, lehnte die Geschöpflichkeit des Heiligen Geistes ausdrücklich ab, ebenso die Wesens-Getrenntheit des Heiligen Geistes von Christus, und betonte seine Zugehörigkeit zur ‚heiligen Dreiheit‘. Kurz darauf kam von Gregor von Nyssa eine Predigt über den Heiligen Geist, wenige Jahre später von seinem Bruder Basilius die Abhandlung Über den Heiligen Geist; sein Freund Gregor von Nazianz hielt 380 die fünfte Theologische Rede über den Heiligen Geist als Gott. Fast gleichzeitig schrieb Didymus der Blinde eine Abhandlung über den Heiligen Geist. Die griechische Theologie des vierten Jahrhunderts verwendet dabei statt Person das griechische Wort Hypostase (Wirklichkeit, Wesen, Natur), das auch heute in der Theologie oft vorgezogen wird, da der moderne Begriff Person oft fälschlicherweise mit dem antiken Begriff persona gleichgesetzt wird.
Hilarius von Poitiers schrieb auf Lateinisch über die Trinität und Ambrosius von Mailand veröffentlichte 381 seine Abhandlung De Spiritu Sancto.
381 wurde das erste Konzil von Konstantinopel einberufen, um den Hypostasen-Streit beizulegen. Dort wurde das mit dem nicänischen Glaubensbekenntnis verwandte Nicäno-Konstantinopolitanum beschlossen, das insbesondere den Teil bezüglich Heiligem Geist erweiterte und damit die gleichrangige Trinität mehr betonte als alle früheren Bekenntnisse.
| […] Wir glauben an den Heiligen Geist, der Herr ist und lebendig macht, der aus dem Vater hervorgeht, der mit dem Vater und dem Sohn angebetet und verherrlicht wird, der gesprochen hat durch die Propheten, […] |

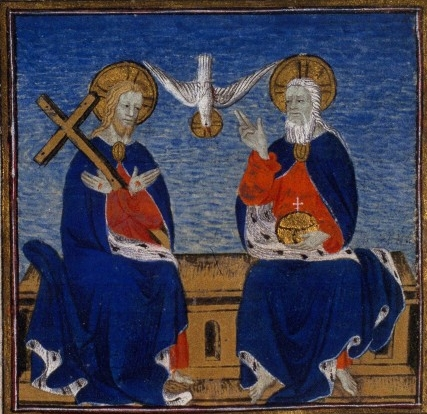
Die Dreifaltigkeit in einer französischen Bibel des 15. Jahrhunderts

Das Nicäno-Konstantinopolitanum formulierte die trinitarische Lehre, die bis heute sowohl von den westlichen als auch von allen orthodoxen Kirchen anerkannt wird und in allen christologischen Auseinandersetzungen der nächsten Jahrhunderte übernommen wurde.

#### Nestorianismus
Nestorianismus ist die christologische Lehre, dass die göttliche und die menschliche Natur in der Person Jesus Christus geteilt und unvermischt seien, und damit eine Form der Zweinaturenlehre. Sie ist nach Nestorius benannt, der von 428 bis 431 Patriarch von Konstantinopel war und sie maßgeblich vertreten hat. Maria wird im Nestorianismus als „Christusgebärerin“, aber nicht als Gottesgebärerin verehrt. Die Lehre wurde auf dem Konzil von Ephesos 431 als Häresie verurteilt. Auf dem Konzil von Chalcedon 451 wurde sie verworfen und die Zweinaturenlehre angenommen, nach der göttliche und menschliche Natur Christi – nach den berühmten Adverbien – unvermischt und ungewandelt, ungetrennt und ungesondert ist.

#### Konzil von Chalzedon
Im Konzil von Chalzedon wurden die mit der Trinitätslehre zusammenhängenden christologischen Fragen präzisiert.

#### Augustinus
Während sowohl die östliche als auch die westliche Tradition der Kirche die Trinität seit dem Konzil von Konstantinopel als festen Bestandteil ihrer Lehre sehen, gibt es doch Nuancen: In der östlichen Tradition, basierend auf der Theologie von Athanasius und den Drei Kappadokiern, wird etwas mehr Wert auf die drei Hypostasen gelegt, die westliche Tradition betont, basierend auf der von Augustinus von Hippo einige Jahrzehnte später in drei Bänden ausgeführten Interpretation der Trinität, eher die Einheit.
Augustinus von Hippo argumentiert, dass es nur durch die Trinität möglich sei, dass Liebe ein ewiger Wesenszug Gottes sein kann. Liebe braucht immer ein Gegenüber: Ein nicht-trinitarischer Gott könnte also erst lieben, nachdem er ein Gegenüber erschaffen hat, das er lieben kann. Der dreieinige Gott habe jedoch von Ewigkeit her das Gegenüber der Liebe in sich selbst, wie Jesus es in Joh 17,24  beschreibt.

#### Filioque-Streit
Unterschiedliche Auffassungen über die Relationen zwischen Vater, Sohn und Geist führten schließlich zum Filioque-Streit. Im griechischen Urtext des vom Konzil festgelegten Dogmas heißt es: „… und an den Heiligen Geist, den Herrn, den Lebendigmacher, der aus dem Vater hervorgeht …“ Die Synode von Toledo billigte 447 die Formulierung, „… dass der Geist auch der Beistand sei, nicht der Vater selbst noch der Sohn, sondern aus dem Vater und dem Sohn hervorgehend. Also ist ungezeugt der Vater, gezeugt der Sohn, nicht gezeugt der Beistand, vielmehr aus dem Vater und dem Sohn hervorgehend.“ Diese Formulierung setzte sich ab dem 9. Jahrhundert in der römischen Kirche durch, war aber in der orthodoxen Kirchen nicht akzeptabel, da es sich um eine einseitige Abänderung des Entscheids eines allgemein anerkannten ökumenischen Konzils handle und da es der alten Interpretation der Dreieinigkeit widerspreche.
Der Filioque-Streit war eine der wesentlichen Ursachen für das Morgenländische Schisma (1054) und er ist bis heute nicht beigelegt.

#### Athanasisches Glaubensbekenntnis
Im 6. Jahrhundert entstand dann im Westen das nach Athanasius von Alexandria bezeichnete, aber nicht von ihm verfasste Athanasische Glaubensbekenntnis. Die Theologie dieses Glaubensbekenntnisses basiert stark auf der Theologie der westlichen Kirchenväter Ambrosius († 397) und Augustinus († 430) und wurde von Bonaventura von Bagnoregio († 1274) sowie Nikolaus Cusanus († 1464) weiterentwickelt.
| Dies ist aber der katholische Glaube: Wir verehren den einen Gott in der Dreifaltigkeit und die Dreifaltigkeit in der Einheit, ohne Vermengung der Personen und ohne Trennung der Wesenheit. Eine andere nämlich ist die Person des Vaters, eine andere die des Sohnes, eine andere die des Heiligen Geistes. Aber Vater und Sohn und Heiliger Geist haben nur eine Gottheit, gleiche Herrlichkeit, gleich ewige Majestät. […] Wer daher selig werden will, muss dies von der heiligsten Dreifaltigkeit glauben. |

Heute sehen die meisten Kirchenhistoriker das Nicäno-Konstantinopolitanum von 381 als das erste und wesentliche verbindliche Bekenntnis zur Trinität an. Das etwa zweihundert Jahre jüngere und nur im Westen verbreitete Athanasische Glaubensbekenntnis hat auch in der westlichen Kirche nie den theologischen oder liturgischen Stellenwert des Nizänokonstantinopolitanum gehabt.

#### Synode von Toledo (675)
Die katholische Kirche formulierte die Trinitätslehre in der 11. Synode von Toledo 675 als Dogma, bestätigt sie im 4. Laterankonzil 1215 und stellte sie auch danach nie in Frage.

## Rezeptionsgeschichte

### Exegetische Akzente der Kirchenväter
(Quelle:)

#### Zur Christologie
Athanasius meint, dass der Erlöser Jesus Christus selbst Gott sein müsse, da nach Kol 1,19–20  Gott die Welt mit sich versöhnen wird.
Athanasius, Gregor von Nazianz und Ambrosius von Mailand verweisen im 4. Jahrhundert auf Stellen, in denen Jesus in ihrer Sicht als einziger dem Schöpfer gleichgesetzt wird, zum Beispiel Joh 1,1–18  oder Phil 2,5–7  und auf das Wort kyrios (Herr), das in der griechischen Septuaginta für das hebräische JHWH (wie auch für Adonai, „Herr“) verwendet wird, und im Neuen Testament sowohl für Gott und als auch für Jesus, wobei kyrios (Jesus) im Neuen Testament häufig im gleichen Kontext steht wie kyrios (JHWH) im Alten Testament (vgl. Jes 45,23–24  und Phil 2,10 , Joel 3,5  und Röm 10,13 , Jes 8,13  und 1 Petr 3,15 ).
Weitere Bibelstellen sind: „Ehe Abraham wurde, bin ich.“ (Joh 8,58 ) mit einem von den Zuhörern verstandenen Bezug auf das „Ich bin“ von 2 Mos 3,14 , und „Ich und der Vater sind eins“ (Joh 10,30 ), was von den Zuhörern in Joh 10,33  so verstanden wurde, dass Jesus sich selbst zu Gott machte, worauf sie ihn wegen Gotteslästerung zu steinigen suchten. Thomas nennt ihn in Joh 20,28  „Mein Herr und mein Gott“, und in 1 Joh 5,20  wird er der „wahrhaftige Gott“ genannt. Hebr 13,8  schreibt Jesus die göttliche Eigenschaft Unwandelbarkeit zu: „Jesus Christus ist derselbe, gestern, heute und in Ewigkeit“; in Hebräer 1,8–10 heißt es von dem Sohn: „Dein Thron, o Gott, währt von Ewigkeit zu Ewigkeit“ (der Sohn wird als Gott bezeichnet).
Oft als Gegenbeleg verwendet wird Mt 27,46  „Mein Gott, mein Gott, warum hast du mich verlassen“, ein wörtliches Zitat des Anfangs von Ps 22 . Augustinus sieht die Unterordnung von Jesus unter den Vater als freiwillige Unterordnung (Phil 2,6–8 ), nicht als qualitativen Unterschied. Daraus folgend kann er Aufträge, die Jesus vom Vater erhält und ausführt, als einen Hinweis auf eine unterschiedliche Funktion, nicht einen unterschiedlichen Rang verstehen.
Arius deutete – wie auch viele Kirchenväter – die Weisheit als alttestamentlichen Ausdruck Jesu Christi. Als biblisches Argument gegen die Gottgleichheit Christi bezog er sich vor allem auf die Aussage der „Weisheit“ im Buch der Sprichwörter, die von sich sagt, sie sei von Gott noch „vor den Werken der Urzeit“ geschaffen worden (Spr 8,22 ).

#### Zur Pneumatologie
Basilius von Caesarea, Gregor von Nazianz und Athanasius führen Bibelstellen an, wo der Geist als Person handelt und mit anderen Personen in Beziehung tritt. Besonders deutlich sehen sie das z. B. in Joh 16,13–14 , wo sich ein männliches Pronomen auf das im Griechischen neutrale Wort πνεῦμα pneuma (Geist) bezieht. In Röm 8,26  tritt der Geist für uns ein, in Apg 8,39  wirkt er Wunder, in Joh 16,8  deckt er Sünde, Gerechtigkeit und Gericht auf. Er kann belogen werden (Apg 5,3 ), betrübt werden (Eph 4,30 ), gelästert werden Mt 12,31 . Die Apostel verwenden ihn in Apg 15,28  zusammen mit sich selbst als Subjekt des Satzes („Der Heilige Geist und wir haben entschieden …“). Basilius führt Beispiele von Typologien und Personifizierungen von Abstrakta in der Bibel auf, unterscheidet sie aber klar von der Beschreibung des Heiligen Geists im Neuen Testament.

### Mittelalter

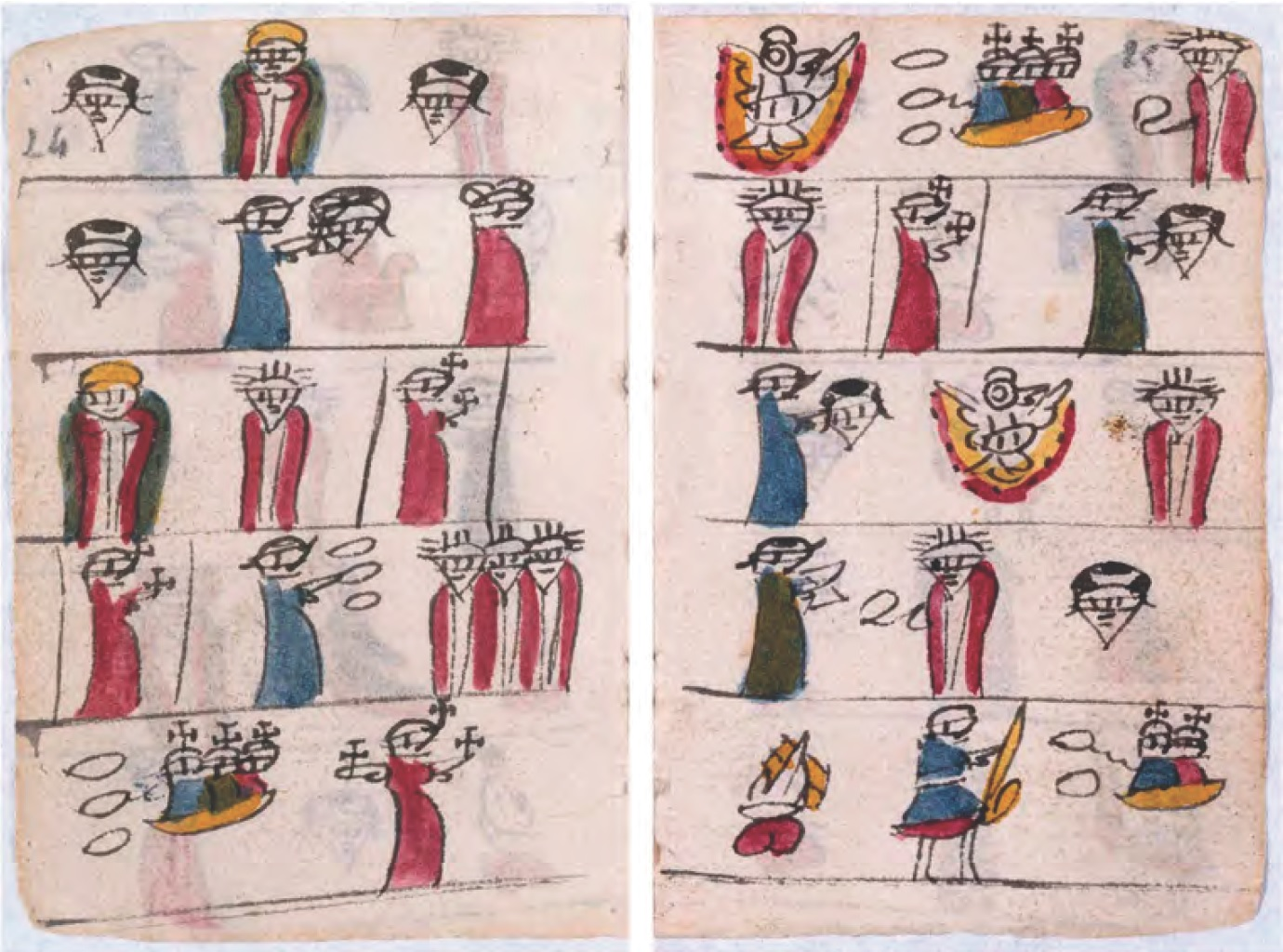
Erklärung der Dreifaltigkeit im Bilderkatechismus von Pedro de Gante (Mexiko, 1525)

Nachdem die Entwicklung des Dogmas selbst abgeschlossen war, wurde es in der Scholastik spekulativ durchdacht und systematisch eingeordnet.
Thomas von Aquin sah in der zweiten und dritten Person Gottes die ewige Selbsterkenntnis und Selbstbejahung der ersten Person, d. h. Gott Vaters. Weil bei Gott Erkenntnis bzw. Wille und (sein) Wesen mit seinem Sein zusammenfallen, ist seine vollkommene Selbsterkenntnis und Selbstliebe von seiner Natur, also göttlich.
Johannes Duns Scotus stellte heraus, dass durch Vernunft nur die Existenz Gottes erkannt werden kann, als eindeutiger (univoker) Kern von Begriffen, der nichts Inhaltliches über sein Wesen aussagen kann. Glaubenswahrheiten wie die Trinität setzen Offenbarung voraus und gehören in den Bereich der Theologie. Sie können nur im Nachhinein durch Analogien verstanden werden.
Meister Eckhart entwickelte eine konsequent Negative Theologie. Die Gotteserkenntnis wird zu einem momenthaften Geschehen, zu einem bloßen „Fünklein“, in dem Erkennender und Erkanntes im Heiligen Geist immer wieder zu Eins verschmelzen. Die Trinität als fortlaufende Gottesgeburt ist ein dynamisches Geschehen von Erkennen oder Gebären und Vergehen an der Grenze der Welt. Die Erlösungslehre Eckharts stellt die Menschwerdung Gottes in den Mittelpunkt, die ein Werk der Trinität ist. Die menschliche Natur Christi ist keine andere als die jedes anderen Menschen: „Wir alle haben die menschliche Natur mit Christus gemeinsam und zwar in gleicher Weise und gleichem Sinne (univoce)“. Der einzelne Mensch als Teilhaber an der allgemeinen Menschennatur kann auf Grund der hypostatischen Union mit Gott eins sein wie Christus. „Der Mensch kann Gott werden, weil Gott Mensch geworden ist und dadurch die menschliche Natur vergöttlichte.“

### Barock
In der barocken Deutung der Trinität finden sich Hinweise auf die pythagoreisch-platonische Ideenlehre, demzufolge der musikalische Dreiklang, der aus einer harmonischen und arithmetischen Teilung der Quinte hervorgeht, eine symbolhafte Darstellung der Trinität sei. Wiewohl der Dreiklang aus drei Klängen besteht, so vereinigt er sich doch zu einem Klang.

### Gegenwart

#### Analytische Theologie

Schematische Darstellung

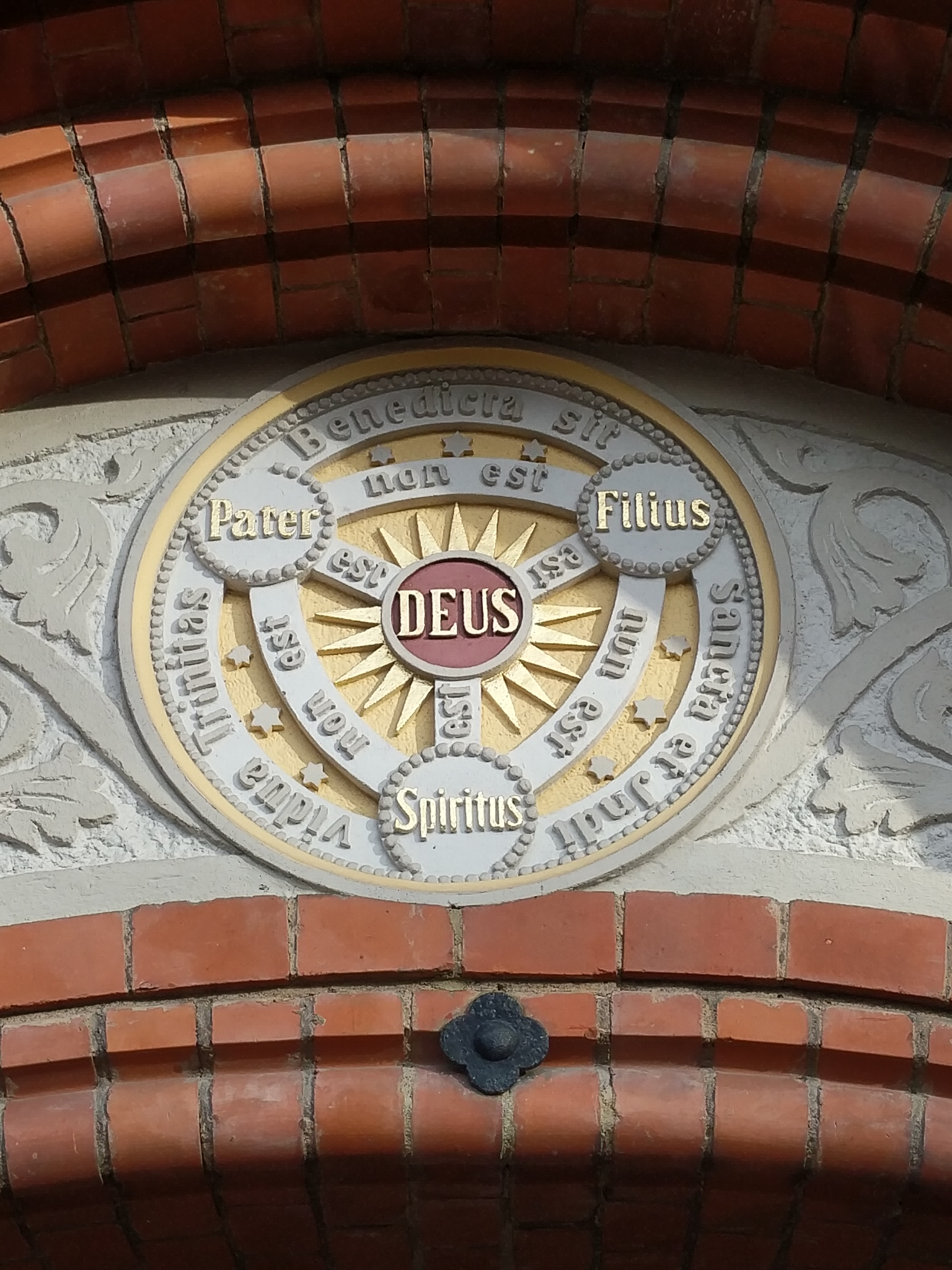
Dieselbe Darstellung auf Latein über dem Eingang der katholischen Kirche St. Josef in Einbeck, 1895

Vertreter der analytischen Theologie bemühen sich vor allem um eine logisch widerspruchsfreie Formulierung des Trinitätsglaubens. Dem liegt die Überzeugung zu Grunde, dass Einheit und Dreiheit in Gott nicht auf derselben Ebene liegen. Gott ist dreifaltig und zugleich eine Einheit, er ist es aber nicht dreifaltig und eine Einheit in derselben Hinsicht. Die Begriffe „Vater“, „Sohn“ und „Heiliger Geist“ in der rechts abgebildeten schematischen Darstellung sind demnach als singuläre Terme zu verstehen (es gibt nur einen einzigen Gegenstand, auf den bspw. der Begriff „Vater“ zutrifft); ebenso der Term „Gott“, da es nur einen einzigen Gegenstand gibt, auf den der Term „Gott“ zutrifft. Auf Grund der Transitivität von Identitätsaussagen (Wenn a = b und b = c, dann ist auch a = c), ergibt sich nun aber ein Problem: Da der Vater (v) Gott (G) ist, der Sohn (s) Gott ist und der Heilige Geist (h) Gott ist, müsste auch der Vater der Sohn sein, und der Sohn der Heilige Geist sowie der Heilige Geist der Vater: Wenn v = G, s = G, h = G, dann auch: v = s = h. Die personale Verschiedenheit in Gott wäre nicht mehr gewahrt (vgl. Sabellianismus). Ein ebenso ungangbarer Weg ist, den Term „Gott“ als allgemeinen Term zu verstehen wie bspw. „Mensch“. Es gibt unzählige ‚Gegenstände‘, auf die der Term „Mensch“ referiert; z. B.: Peter ist ein Mensch, Susi ist ein Mensch und Laura ist ein Mensch. Ebenso wäre dann der Vater Gott, der Sohn Gott und der Heilige Geist Gott. Es wären dann aber drei Götter, so wie Peter, Susi und Laura drei voneinander klar unterscheidbare Menschen sind. Die Folge wäre ein Tritheismus. Eine Möglichkeit, diese beiden vom frühen Christentum verworfenen Positionen zu vermeiden, ist die relative Identität. Demnach muss man den Identitätsoperartor „ist“ in der nebenstehenden Darstellung unterschiedlich verstehen. Dort wo „ist“ steht, stellt er eine Identität in Bezug auf das Gottsein fest, dort wo „ist nicht“ steht, verneint er eine Identität in Bezug auf das Personsein.
v (hinsichtlich des Gottseins) = G
s (hinsichtlich des Gottseins) = G
h (hinsichtlich des Gottseins) = G
v (hinsichtlich des Personseins) ≠ s
s (hinsichtlich des Personseins) ≠ h
h (hinsichtlich des Personseins) ≠ v
Damit, so die Vertreter dieses Ansatzes, ist sowohl die Identität von Vater, Sohn und Heiliger Geist hinsichtlich ihres Gottseins gewahrt, als auch die Verschiedenheit von Vater, Sohn und Heiliger Geist im Hinblick auf ihr Personsein.

#### Soziale Trinitätslehre
In der Theologie des 20. Jahrhunderts wurden solche trinitätstheologischen Ansätze besonders wichtig, welche von drei als gleichursprünglich gedachten göttlichen Personen ausgehen und die Beziehung, das Zu-, Für- und Ineinander der drei betonen, das die Einheit Gottes konstituiere. Sie berufen sich dazu auf altkirchliche Vorbilder wie die Trinitätslehre Tertullians, den ostkirchlichen Gedanken der Perichorese und auf das Diktum des Athanasius, auch der Vater sei nur Vater, weil er einen Sohn habe, mit dem er sich gegen die Subordination des Sohnes wendet.
Soziale Trinitätslehren werden sowohl von evangelischen Theologen wie Jürgen Moltmann und Wolfhart Pannenberg, aber auch von römisch-katholischen wie Gisbert Greshake und dem Befreiungstheologen Leonardo Boff vertreten. Zentral für diese Ansätze ist dabei, dass sie die innertrinitarische Gemeinschaft als der Gottheit ursprünglich und als Modell für Gesellschaft und Kirche verstehen. Besonders Leonardo Boff versteht die dreieinige Gemeinschaft in Gott als Kritik und Inspiration der menschlichen Gesellschaft und begründet die befreiungstheologische Option für die Armen trinitätstheologisch.

#### Katholische Theologie
Die Motivation für die Entstehung der Trinitätslehre sieht Joseph Ratzinger nicht in einer Spekulation über Gott – also in einem Versuch des philosophischen Denkens, sich zurechtzulegen, wie der Ursprung allen Seins beschaffen sei –, sondern sie habe sich aus dem Mühen um eine Verarbeitung geschichtlicher Erfahrung ergeben. Zentral ist somit die Interpretation biblischer Texte. Die von den Kirchenvätern begründete Auslegungstradition wird von allen drei großen christlichen Traditionen anerkannt. Die historische Differenz der biblischen Sprache zu einer daran zu messenden, von einem philosophischen Vorverständnis geprägten Interpretation war den Kirchenvätern bewusst und ist heute weitgehend anerkannt. So urteilte die New Catholic Encyclopedia 1967: „Exegeten und Bibeltheologen, darunter auch immer mehr Katholiken, erkennen an, dass man von einer Trinitätslehre im Neuen Testament nicht ohne wesentliche Einschränkungen sprechen sollte.“ Zwar wird in der 2. Auflage von 2003 wiederholt, von den Kirchenvätern als Vorahnungen interpretierte alttestamentliche Stellen könnten nicht als explizite Offenbarungen der Trinität verstanden werden, jedoch würden 1 Kor 12,4–6 , 2 Kor 13,13  und Mt 28,19  den Glauben der apostolischen Kirche „an eine Lehre von drei Personen in einem Gott“ bezeugen, auch ohne die später eingeführte Terminologie zu verwenden.
Karl Rahner
Karl Rahner fasste Gott als selbstmitteilend auf. Er beruft sich dabei (indirekt) auf die Alte Kirche und vor allem Thomas von Aquin. Rahner begründet den Glauben an Gott als dreieinen mit der Gotteserfahrung, die die Menschen durch ihre Begegnung mit Jesus Christus machen – und leitet nicht die Christologie aus der Trinitätslehre ab; Christus kann nur von der Heilsgeschichte (Ökonomie) her verstanden werden: „Die ‚ökonomische‘ Trinität ist die ‚immanente‘ Trinität und umgekehrt.“ Dies bedeutete für Rahner weder einen Reduktionismus noch die Möglichkeit, Gottes inneres Wesen aus seinem Handeln abzuleiten. Er wollte klarstellen, dass im historischen Jesus Gott selbst so in der Welt gegenwärtig ist wie in seiner inneren göttlichen Realität; die immanente Trinität ist völlig, wenn auch für den menschlichen Verstand unerschöpflich in der Ökonomie gegenwärtig und nicht hinter ihr.
Rahner behandelt in seinen Schriften zur Trinitätslehre regelmäßig die Frage nach der Geltung und Bedeutung der so genannten psychologischen Trinitätslehre des Augustinus von Hippo, das Axiom der gegenläufigen Identität von ökonomischer und immanenter Trinität und die Problematik des Begriffes „Person“ (dieser habe nach Rahner in der Trinitätslehre nur die Bedeutung einer Daseinsweise eines geistigen Wesens, nicht aber die Bedeutung eines individuellen, seiner selbst bewussten Subjekts).
Peter Knauer
Auch Peter Knauer deutet die Dreifaltigkeit Gottes im Kontext der Heilsgeschichte, nämlich als die Bedingung der Möglichkeit einer Selbstmitteilung Gottes an die Welt. Angesichts der Einseitigkeit der Relation der Welt auf Gott und der damit hinweisend auszusagenden Absolutheit und Transzendenz Gottes erläutert allein die Trinitätslehre, wie man sinnvoll von einer realen Beziehung Gottes zur Welt und damit von Gemeinschaft mit Gott sprechen kann. Gott ist der Welt mit einer Liebe zugewandt, die nicht an der Welt selbst ihr Maß hat, sondern von Ewigkeit her als innergöttliche Liebe konstituiert ist. Die Welt ist von vornherein aufgenommen in diese Liebe Gottes zu Gott, die des Vaters zum Sohn, die als der Heilige Geist selber Gott ist. Nur so ist „Gemeinschaft mit Gott“ möglich. Und dies bedeutet ein letztes Geborgensein aller Menschen, gegen das keine Macht der Welt ankommen kann, nicht einmal der Tod. Durch die Menschwerdung des Sohnes in Jesus von Nazaret wird dieses grundlegende Glaubensgeheimnis offenbar, das man, weil es sein Maß nicht an der Welt hat, nicht mit bloßer Vernunft erkennen kann. Es muss einem durch das „Wort Gottes“ von Jesus her gesagt werden und kann nur im Glauben an dieses Wort als wahr erkannt werden. Aber auch im Glauben kann man über die Dreifaltigkeit Gottes nur hinweisend bzw. „analog“ sprechen, nämlich ausgehend von unserer eigenen Wirklichkeit.
Dreifaltigkeit Gottes bedeutet, dass die eine Wirklichkeit („Natur“) Gottes in drei Personen existiert. Die drei göttlichen Personen versteht Knauer als drei untereinander verschieden vermittelte Selbstpräsenzen der einen und ungeteilten Wirklichkeit Gottes („Selbstpräsenz“ meint dabei die Relation einer Wirklichkeit auf sich selbst, wie dies auch schon bei menschlichem Personsein der Fall ist). Der „Vater“ ist eine erste, ursprungslose Selbstpräsenz Gottes; der „Sohn“ ist eine zweite Selbstpräsenz Gottes, welche die erste voraussetzt und durch diese vermittelt wird; der „Heilige Geist“ ist ebenfalls Selbstpräsenz Gottes, die die erste und zweite Selbstpräsenz voraussetzt und durch diese vermittelt wird; er ist die gegenseitige Liebe zwischen Vater und Sohn. So könnte man auch sagen, dass der „Vater“ das „Ich Gottes“, der „Sohn“ das „Du Gottes“ und der „Heilige Geist“ das „Wir Gottes“ ist. Dieses Modell beansprucht, eine Alternative zu Tritheismus und Modalismus zu sein, der ökumenischen Verständigung zu dienen und die Dreifaltigkeit ohne logische Probleme aussagen zu können. Allerdings wird nach Knauer das Bekenntnis zum dreifaltigen Gott nur dann richtig verstanden, wenn man erfasst, dass es dabei zugleich um unser Verhältnis zu Gott geht: Gott hat keine andere Liebe als die unendliche zwischen Vater und Sohn, und in diese Liebe ist die Welt von vornherein „hineingeschaffen“. So gilt in dieser Sicht: Gottes Liebe zum endlichen Menschen ist unendlich und absolut bedingungslos, weil sie mit Gott selbst identisch ist.

#### Evangelische Theologie
Dietrich Bonhoeffer

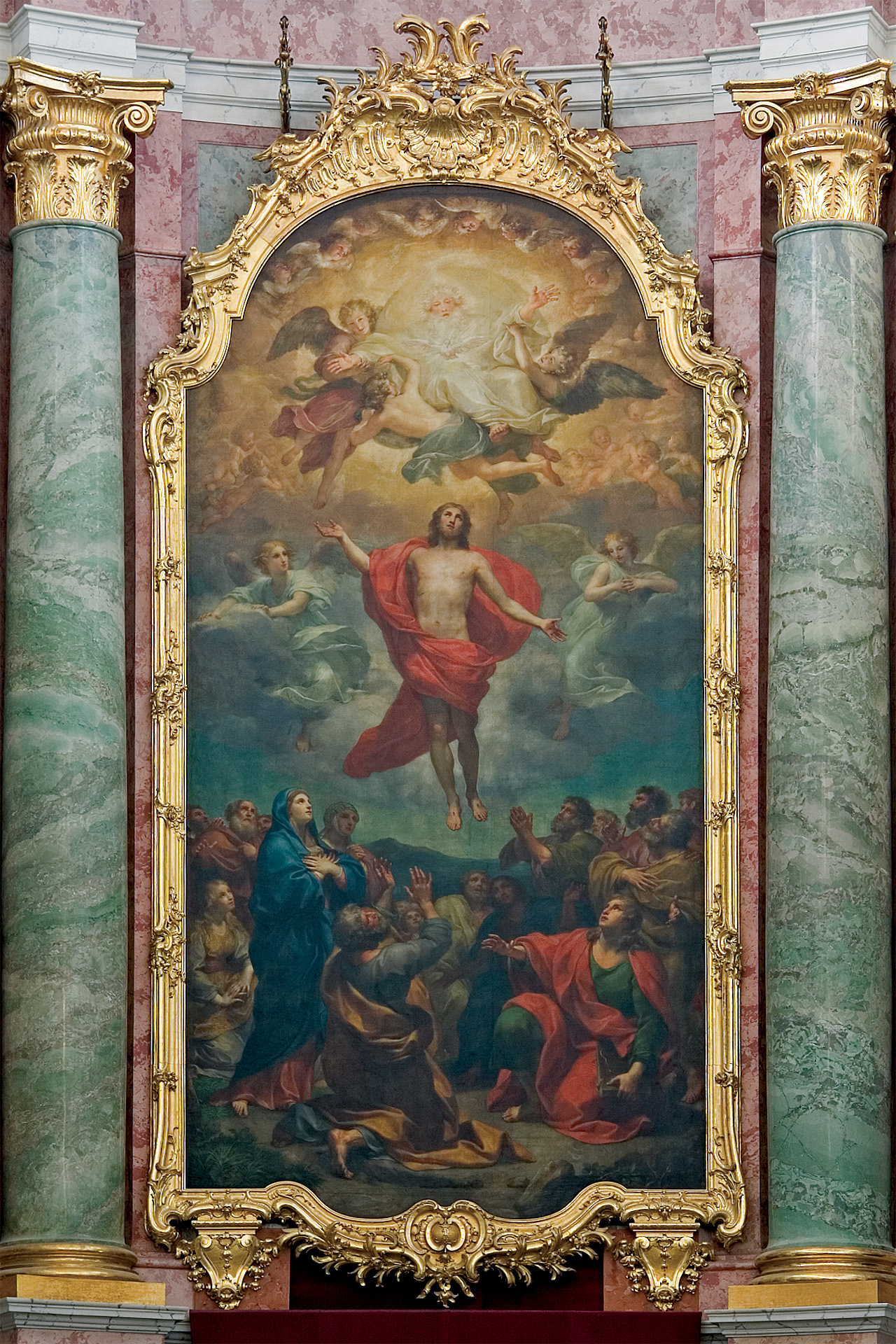
Himmelfahrt und Dreifaltigkeit, 1756. Altargemälde von Anton Raphael Mengs in der Kathedrale Sanctissimae Trinitatis, Dresden.

In seiner gesamten Theologie betonte Dietrich Bonhoeffer den Aspekt christlicher Diesseitigkeit, begründete sie durch die Menschwerdung Gottes und das Kreuz Christi und radikalisierte diesen Ansatz in der Frage nach einem religionslosen Christentum jenseits klassischer Metaphysik. Das „Vorletzte“ ist „Hülle des Letzten“, nur durch die Welt kommt der gläubige Mensch zu Gott. An Karl Barth kritisiert er einen „Offenbarungspositivismus“, der keine „Stufen der Erkenntnis und Stufen der Bedeutsamkeit“ kenne, „wo es dann heißt: ‚friß, Vogel, oder stirb‘; ob es nun Jungfrauengeburt, Trinität oder was immer ist, jedes ist ein gleichbedeutsames und -notwendiges Stück des Ganzen, das eben als Ganzes geschluckt werden muß oder gar nicht“. Dagegen will Bonhoeffer eine Arkandisziplin wiederherstellen, die letzte Dinge nicht mit profanen Tatsachen gleichsetzt, sondern ihr Geheimnis wahrt, das sich nur in der Praxis des Glaubens an die Person Jesu erschließt. Dessen Wesen ist „Für-andere-da-sein“, und an diese zentrale Einsicht ist die Idee der innergöttlichen Liebe gebunden. Im „Teilnehmen an diesem Sein Jesu“ kann Transzendenz im Hier und Jetzt erfahren werden: „Nicht die unendlichen, unerreichbaren Aufgaben, sondern der jeweils gegebene erreichbare Nächste ist das Transzendente.“
Karl Barth
Von Bonhoeffer übernahm Karl Barth in seiner Kirchlichen Dogmatik den Gedanken einer analogia relationalis zwischen der innertrinitarischen Bezogenheit Gottes, seiner Bezogenheit als der eine Gott zum Menschen und der geschlechterspezifischen Relation von Frau und Mann. Ähnlich wie Rahner fasste Barth Gott als Ereignis der Offenbarung auf, dessen Struktur trinitarisch ist: Gott ist Subjekt (Vater), Inhalt (Sohn) und Geschehen (Geist) von Offenbarung. Somit wird der immanente (unsichtbare) Aspekt auf den ökonomischen (sichtbaren) rückbezogen, was auch als Neo-Modalismus eingeordnet wird.

#### Demokratischer Säkularismus
Der christlichen Tradition der göttlichen Trinität entspringe das Motto der Französischen Revolution „Freiheit (Sohn), Gleichheit (Vater) und Brüderlichkeit (Heiliger Geist)“, erklären Vertreter der Rechtsphilosophie. Dieses politische Credo bildet die Grundlage der westlichen Demokratien. Auch die Präambel der Europäischen Grundrechtecharta greift diese Dreieinigkeit im Verein mit der monistischen Idee der Menschenwürde auf.

## Symbolische und bildliche Darstellungen

### Symbolik

#### Analogien

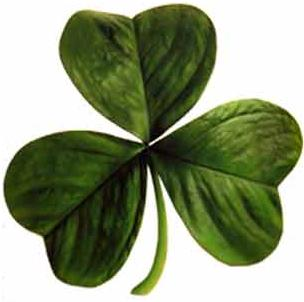
Mit einem Kleeblatt soll der Heilige Patrick den Iren die Dreifaltigkeit erklärt haben

Schon von Kirchenvätern wurden Analogien zur Veranschaulichung der Trinität verwendet, meist mit dem ausdrücklichen Hinweis, dass sie nur ganz unvollkommene Bilder bzw. im Grundsatz falsch seien.
- Tertullian gebrauchte für die Trinität die Bilder eines Baums: Wurzeln, Stamm und Zweige und das Wasser, das von der Quelle zum Bach und dann zum Fluss fließt.
- Der Legende nach ließ die heilige Barbara von Nikomedien in den Turm, in den ihr Vater sie wegen ihrer Schönheit gesperrt hatte, ein drittes Fenster als Symbol für die Trinität brechen, nachdem sie Christin geworden war. Der Turm mit den drei Fenstern gehört zu ihren Heiligenattributen.[60]
- Gregor Thaumatourgos und Augustinus von Hippo verglichen die Trinität mit der dreifachen Stufung der Natur des Menschen in Körper, Seele und Geist.
- Basilius von Caesarea verglich das Konzept der Trinität mit dem Regenbogen: Sonne, Sonnenlicht und Farben.
- Ebenfalls bei den Kirchenvätern findet sich das Bild von drei dicht aneinandergestellten Kerzen oder Fackeln, die mit einer einzigen Flamme brennen.
- Der heilige Patrick soll der Legende nach die Iren mit einem Kleeblatt über die Dreieinigkeit Gottes aufgeklärt haben.[61]
- Aus neuerer Zeit gibt es die Analogie von C. S. Lewis, der die Trinität mit einem Würfel in seinen drei Dimensionen verglich.

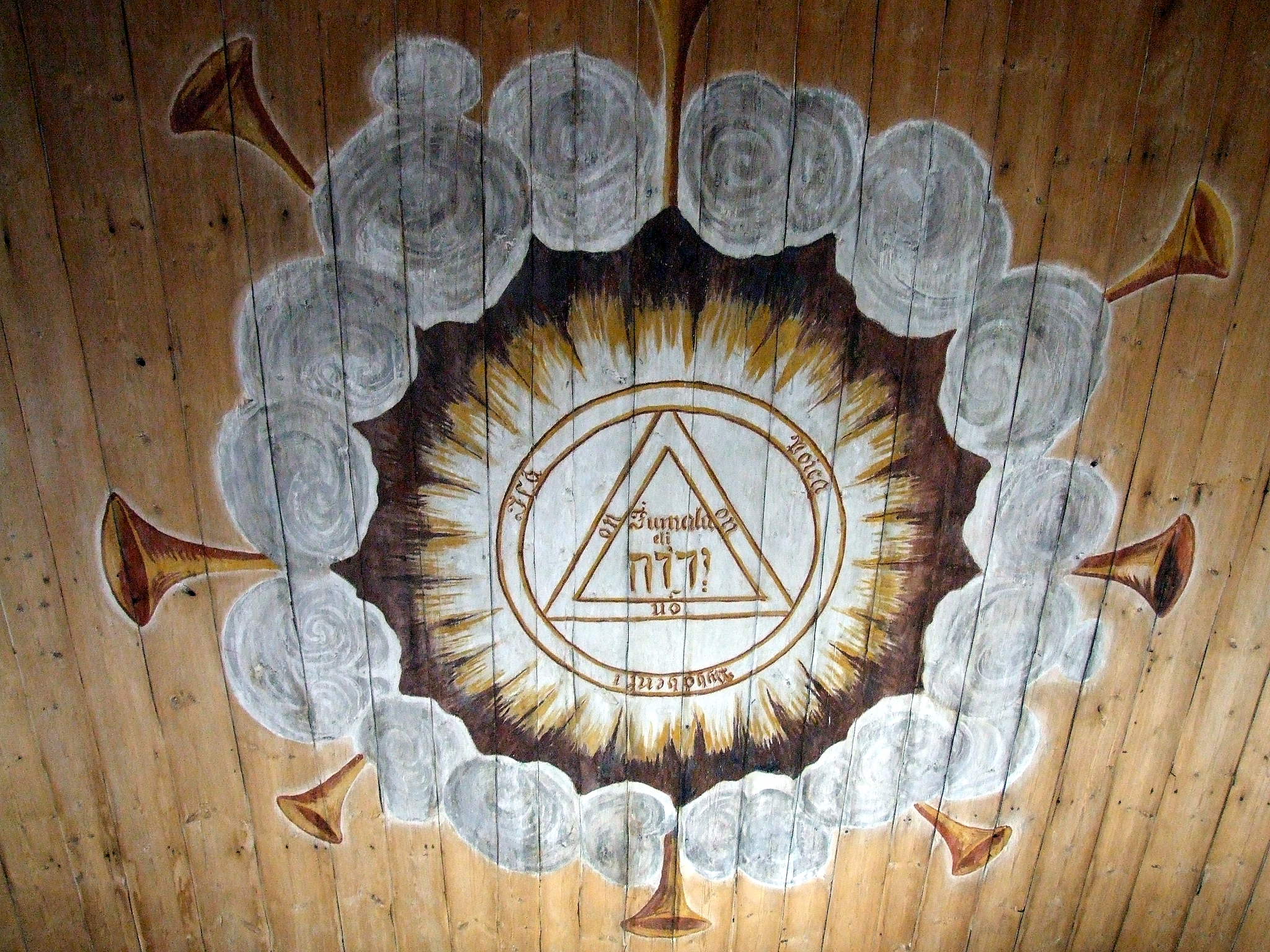
Trinitarisches Symbol in der Kirche von Kempele, Finnland

#### Dreieck
Das bekannteste Zeichen der Dreieinigkeit ist das (gleichseitige) Dreieck. Es war schon ein Symbol bei den Manichäern, daher wandte sich Augustinus von Hippo gegen seine Verwendung. Ab dem 11. Jahrhundert kehrte die Darstellung jedoch wieder; ihre neue christliche Bedeutung soll jetzt durch das Einfügen des Auges Gottes betont werden; das Auge ist bei vielen Völkern allerdings ein Symbol des Sonnengottes. Bekannt sind außerdem Kombinationen des Dreiecks mit dem Christusmonogramm, Alpha und Omega und dem Kreuz. In Verbindung mit einem Kreis wurde es ein mittelalterliches Meditationsmotiv.
Eine Weiterentwicklung des Dreiecks ist der Schild der Dreifaltigkeit.

#### Kreise, Dreipass und Dreiblatt

Türkis: Dreieinigkeit
Blau: Dreifaltigkeit

Eine geometrische Anordnung von drei sich überschneidenden Kreisen findet sich häufig als Maßwerk (schmückende ornamentale Formen) in der gotischen und neugotischen Baukunst (siehe Grafik rechts). Beide im Folgenden erklärten Formen des Maßwerkes findet man in vielfach ausgeschmückter und auch unterschiedlich gedrehter Ausrichtung.
- Im Dreipass (türkis dargestellt) bilden die Berührungspunkte der drei Kreise mit dem gemeinsamen Umkreis ein gleichseitiges Dreieck – ein Symbol für die Dreieinigkeit.
- Das Dreiblatt (blau dargestellt) ist einem Blattgewächs nachempfunden und soll die dreigliedrige Ausfaltung der Aspekte Gottes darstellen, also die Dreifaltigkeit. Das nach unten zeigende Blatt symbolisiert nach vereinzelten Quellen beispielsweise Jesus als „Ausfaltung“ aus dem Wesen Gottes, somit als „Ausdruck Gottes“ auf Erden. Diese Idee findet sich ausführlicher diskutiert bei Cusanus.

Vereinfacht kann man sagen: Der Dreipass betont mehr die Einheit der drei Personen („Dreieinigkeit“), das Dreiblatt mehr ihre Unterscheidbarkeit („Dreifaltigkeit“). Im heutigen Sprachgebrauch wird zwischen Dreieinigkeit und Dreifaltigkeit jedoch meist nicht unterschieden.
Die Interpretation von Dreihasenbildern als Symbole der Trinität in der kirchlichen Kunst ist umstritten.

#### Farbzuordnungen
Die Flagge Äthiopiens hat ebenfalls eine dem religiösen Bereich zugeschriebene Deutung: die Farben beziehen sich auf die christliche Dreieinigkeit. Danach steht Grün für den Heiligen Geist, Gelb für Gott Vater, Rot für den Sohn. Gleichzeitig versinnbildlichen die Farben die christlichen Tugenden Hoffnung (Grün), Nächstenliebe (Gelb) und Glaube (Rot).
Bei Hildegard von Bingen (Scivias) finden sich mystische Farbzuordnungen: Die „feuchte Grünkraft“ (viriditas) steht dort für Gott Vater, der Sohn ist durch eine „purpurfarbene (Grün-)Kraft“ (purpureus viror) gekennzeichnet.

### Bildliche Darstellungen

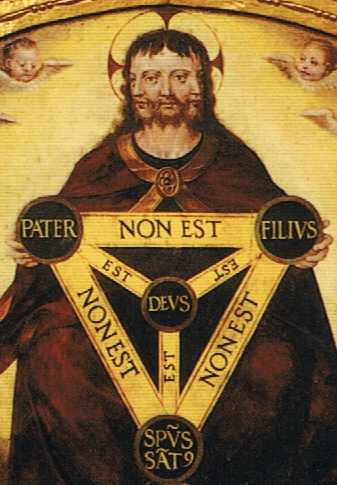
Renaissance-Gemälde von Jeronimo Cosida: äußerer Text: Der Vater ist nicht der Sohn, der Sohn ist nicht der Hl. Geist, der Hl. Geist ist nicht der Vater; innerer Text: Der Vater ist Gott; der Sohn ist Gott; der Hl. Geist ist Gott (lat.)

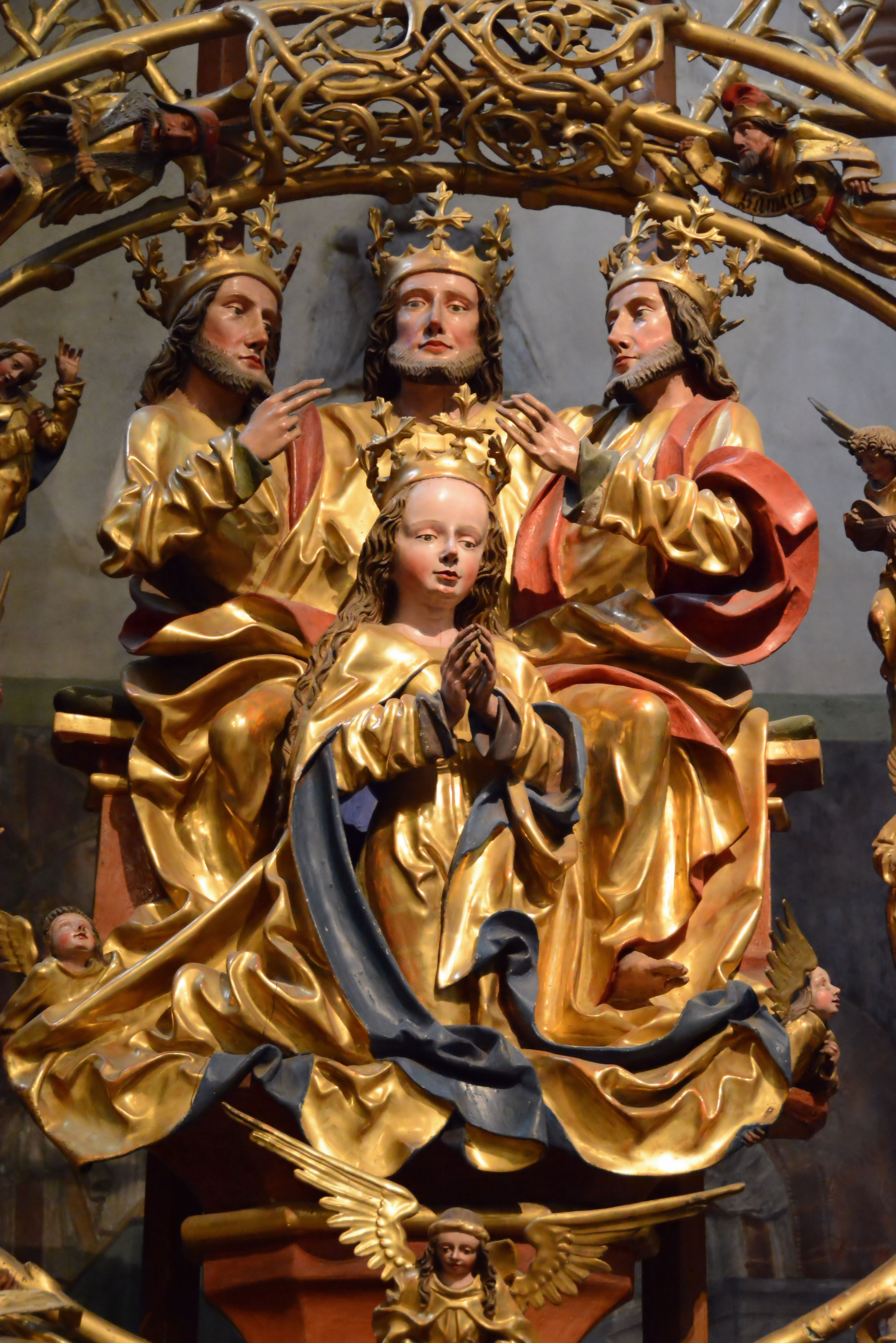
Basilika Seckau, Mariä-Krönungs-Altar von 1489 mit der später verbotenen Darstellung der Dreifaltigkeit als Figur mit drei Köpfen und zwei Armen

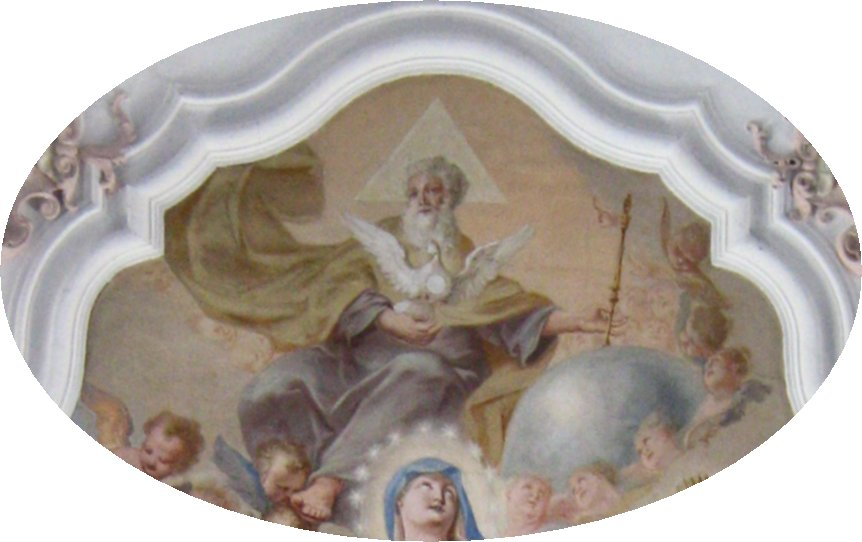
Gott Vater mit Taube und Hostie (Pfarrkirche Aulzhausen)

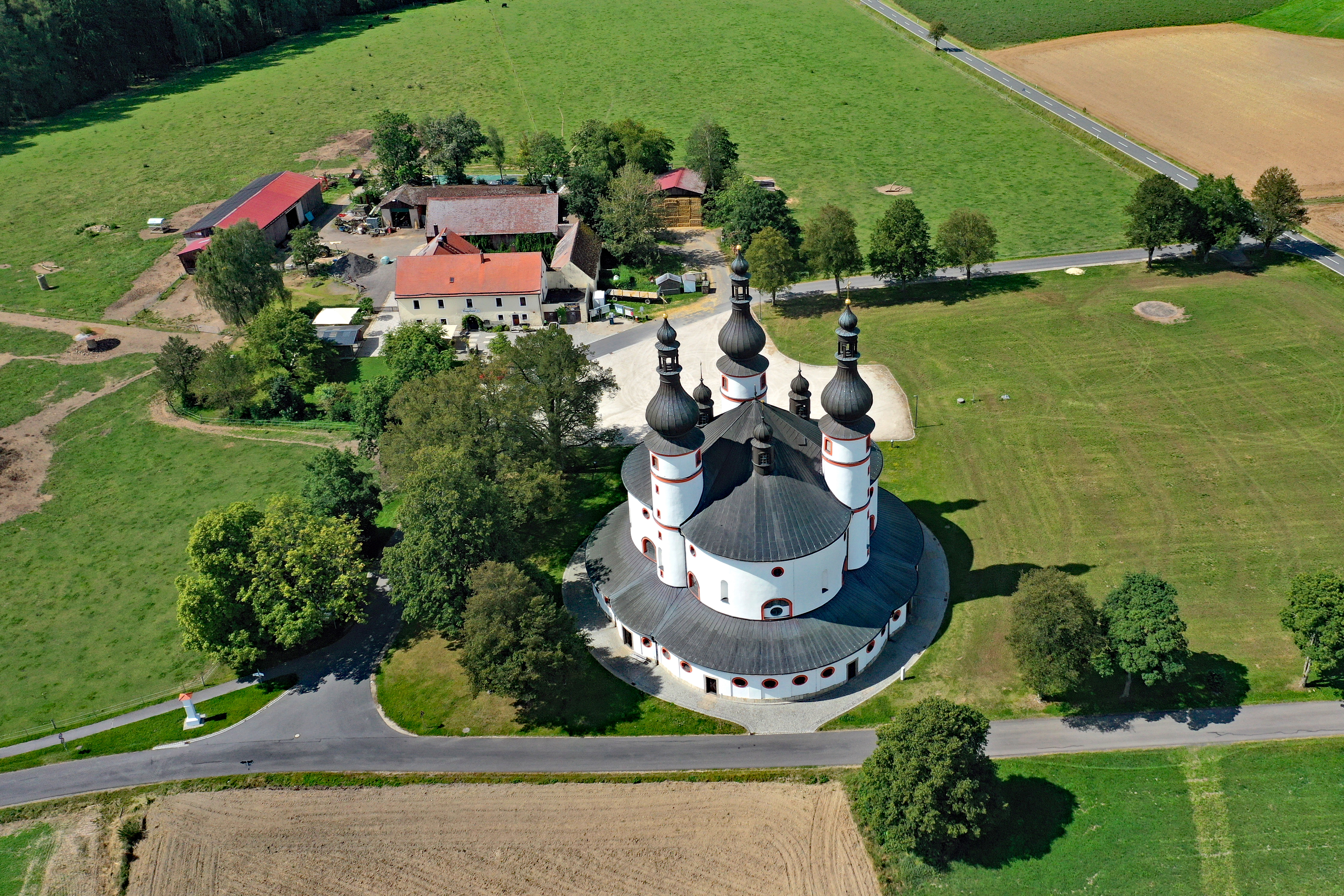
Dreifaltigkeitskirche Kappl

Die älteste bildliche Darstellung beruht auf dem typologisch gedeuteten Besuch der drei Männer bei Abraham in Mamre (Gen 18,1–16 ). Dabei werden drei gleich aussehende, junge Männer nebeneinander dargestellt. Das früheste erhaltene Beispiel findet sich in der Katakombe an der Via Latina und stammt aus dem 4. Jahrhundert. Spätere Darstellungen stellen die drei Männer an einem Tisch sitzend dar und fügen ihnen Merkmale der Engeldarstellung bei. Als Höhepunkt dieses Bildtyps kann die Ikone von Andrei Rubljow aus dem 15. Jahrhundert gesehen werden.
Eine weitere frühe Darstellung findet sich auf der Rückseite des Lotharkreuzes aus dem Aachener Domschatz (um 980). Die rechte Hand Gottvaters hält hier den Siegeskranz mit der Taube, die den Heiligen Geist versinnbildlicht, über den Gekreuzigten. Auf diese Weise ist versucht worden, den Opfertod Christi mit der göttlichen Trinität in Verbindung zu bringen.
Aus dem 12. bis 16. Jahrhundert (und später als Erzeugnisse der Volkskunst) stammen Darstellungen der Schöpfung der Welt oder des Menschen durch die Trinität, bezogen auf Gen 1,26  „Lasst uns Menschen machen als unser Bild, uns ähnlich!“ als eine der wenigen Stellen, in denen Gott von sich im Plural spricht. Dies wurde als Hinweis auf die Dreifaltigkeit gedeutet.

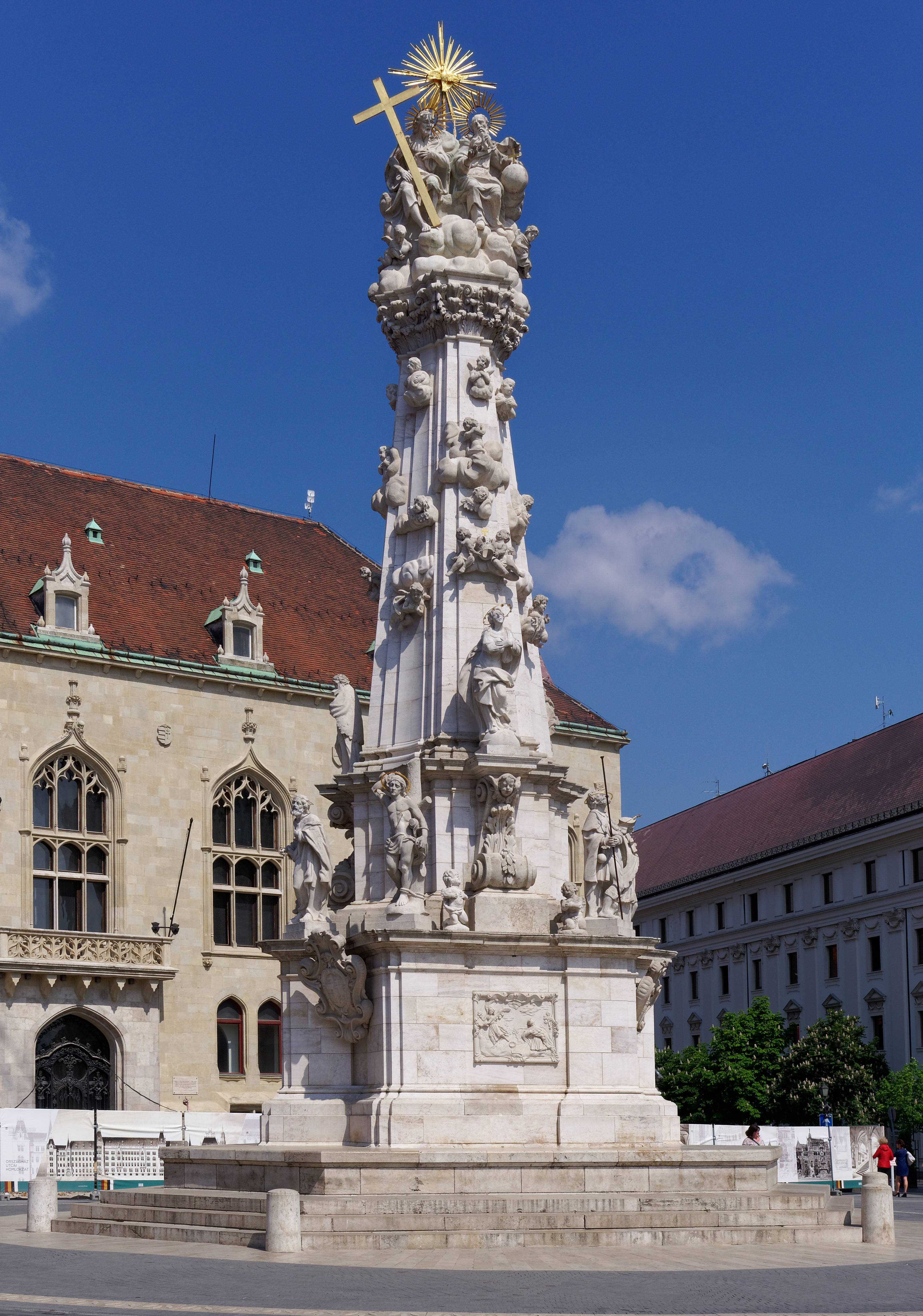
Dreifaltigkeitssäule (Budapest)

Eine andere figürliche Darstellung ist die Darstellung der Taufe Jesu. Dabei werden der Vater durch eine Hand und der Heilige Geist durch eine Taube dargestellt, bezogen auf Mk 1,9-11  und die übrigen Evangelien. Davon abgeleitet wurde der trinitarische Bezug auch bei anderen Ereignissen aus dem Leben Jesu hergestellt, indem Gott Vater und der Heilige Geist in Gestalt der Taube bei Darstellungen der Verkündigung des Herrn, der Geburt Christi (Der greise Vater und der Heilige Geist als Taube freuen sich über den als Säugling gezeigten Sohn, wie in der Kirche von Laverna aus dem 15. Jahrhundert dargestellt) oder seiner Kreuzigung gezeigt wurden. Seit dem 8. Jahrhundert wurde bei Bildnissen von Maria mit dem Kind häufig die Hand Gottes oder der segnende Vater und die Taube hinzugefügt. Andere Zusammenstellungen sind Hand, Lamm und Taube; Lamm, Taube und die Gestalt Gottes (Genter Altar); Taube, Kelch oder Hostie und Gestalt Gottes; Thron (Sinnbild für den Vater), Lamm oder Kreuz (Sohn) und Taube oder Evangelienbuch (Hl. Geist) (Etimasie)
Im Mittelalter wird die Darstellung der gemeinsam thronenden Gestalten des greisen Vaters und des jugendlichen Sohnes üblich. Der Heilige Geist wird wieder als Taube dargestellt. In der Neuzeit wurden Skulpturen der Trinität häufig als Bekrönung von Pestsäulen oder Dreifaltigkeitssäulen gewählt.
Mit der aufkommenden Passionsmystik entwickelt sich der Bildtyp des Gnadenstuhls. Der thronende Vater hält das Kreuz mit dem gekreuzigten Sohn, während der Heilige Geist wieder als Taube dargestellt wird. Die frühesten erhaltenen Beispiele sind Gebets-Illustrationen in Messbüchern, das älteste davon im Missale von Cambrai aus dem 12. Jahrhundert. In einer Weiterentwicklung des Bildtyps hält der Vater den vom Kreuz abgenommenen toten Sohn in den Armen.

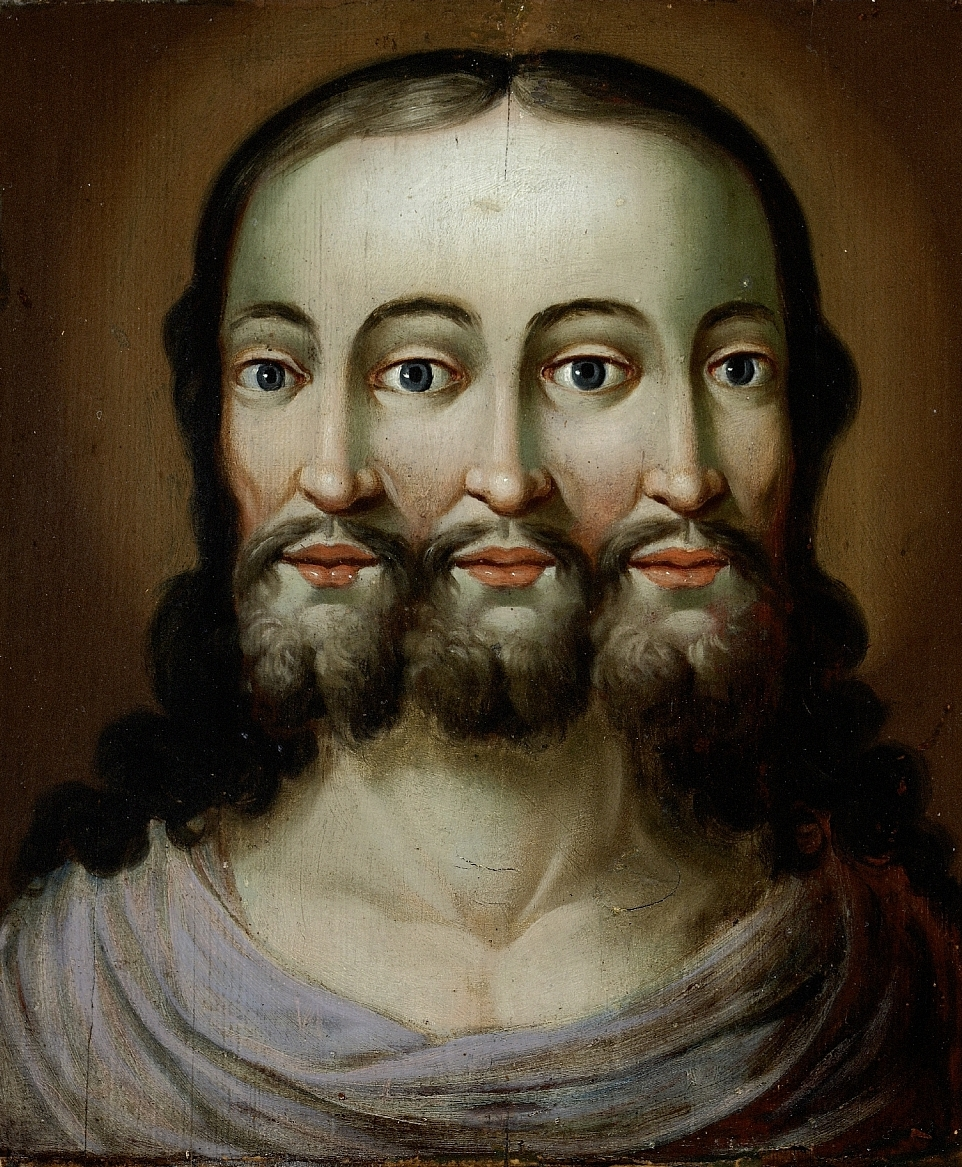
Die Dreifaltigkeit als Dreigesicht (Unbekannter Künstler, 18. Jh.)

Seit dem 14. Jahrhundert gab es Formspiele als phantasievolle Symbole für die Trinität wie drei Fische, die ein Dreieck bilden, drei Männer, die einander an den Füßen halten oder drei Hasen mit nur drei Ohren, die in einem Kreis angeordnet sind (Dreihasenbild). In der Volkskunst entwickeln sich auch Darstellungen der Trinität als eine Figur mit drei Köpfen oder mit einem dreigesichtigen Kopf (tricephalus, trifrons). Diese Darstellung wird von der kirchlichen Autorität als mit dem Glauben unvereinbar abgelehnt, so z. B. durch das Verbot der Darstellung des Tricephalus durch Papst Urban VIII. im Jahr 1628. Sie wurde aus der Antike übernommen und wurde auch nach dem Verbot bis ins 19. Jahrhundert in der Volkskunst verwendet. In der Buchmalerei und Bauplastik (etwa an Kapitellen) wird das Dreigesicht zudem auch als Bild des Teufels, als „Antitrinität“ gedeutet.
Eine spezielle Variante ist die Darstellung des heiligen Geistes als Frau (femininer Jüngling ?), wie etwa an der Westfront des Regensburger Doms, dem Deckenfresko der St. Jakobuskirche von Urschalling bei Prien am Chiemsee aus dem 14. Jahrhundert. oder in der Wallfahrtskirche Weihenlinden im 18. Jahrhundert, basierend auf Visionsberichten von Maria Crescentia Höss aus Kaufbeuren. Eine derartige Darstellung wurde allerdings dann von Benedikt XIV. mit dem Dekret Sollicitudine Nostrae von 1745 verboten.

### Architektur
In der Kirchenarchitektur finden sich drei Schiffe, drei Fenster oder drei Apsiden als Symbole für die Trinität, der Benediktinerabt Benedikt von Aniane ließ 779 in der Klosterkirche der von ihm gegründeten Abtei von Aniane einen Altar mit drei Platten errichten. Im Barock erhielt mancherorts das gesamte Kirchenbauwerk trinitarische Bezüge, wie etwa die Dreifaltigkeitskirche Kappl in Waldsassen, wo die Zahl drei in allen Bauteilen bis hin zu drei Türmen und drei Dachreitern dominiert. Die Wallfahrtskirche Stadl-Paura hat einen dreieckigen Grundriss.

## Dreifaltigkeitsfest und Patrozinium
Das Fest der Heiligen Dreifaltigkeit (Sollemnitas Sanctissimae Trinitatis) wird in der Westkirche am Sonntag nach Pfingsten, dem Sonntag Trinitatis, gefeiert. In der Ostkirche gilt das Pfingstfest selbst als Fest der Dreifaltigkeit. Die Sonntage vom Dreifaltigkeitsfest bis zum Ende des Kirchenjahrs – die längste Zeitspanne im Kirchenjahr – werden in der evangelischen Kirche als Sonntage nach Trinitatis bezeichnet.
Zahlreiche Kirchen und Klöster sind der Dreifaltigkeit geweiht oder gewidmet.

## Verbreitung
Der größte Teil der sich auf die christliche Bibel beziehenden Religionsgemeinschaften folgt dem trinitarischen Dogma. Sowohl die westlichen (römisch-katholische und evangelische) als auch die östlichen (östlich-orthodoxe und orientalisch-orthodoxe) Kirchen haben seit dem Ende des 4. Jahrhunderts durchgehend die Trinitätslehre vertreten.
In der Gegenwart ist die Trinität in der Verfassung des ökumenischen Rats der Kirchen aufgeführt und wird damit von allen ihm angeschlossenen (orthodoxen, anglikanischen, größeren evangelischen) Kirchen anerkannt und ebenso von der römisch-katholischen Kirche. Ebenso gehört das Bekenntnis der Trinität zu den Glaubensgrundlagen der evangelikalen Bewegung.
Für nichttrinitarische christliche Bewegungen siehe Nichttrinitarier.

## Gegenposition in Judentum und Islam

### Jüdischer Glaube
Der jüdische Glaube kennt keine Trinität. Ihr widerspricht der jüdische Zentralgedanke des Schma Jisrael, dem Toravers eines einzigen und in einer „Form“ vorhandenen Gottes elementar. Der Geist (hebräisch ruach) wird als Lebensatem Gottes verstanden. Auch der erwartete Meschiah (deutsch Messias) ist in diesem Glauben ein Mensch, möglicherweise mit besonderen Gaben oder Charismen. In der Person Jesu von Nazaret sieht der jüdische Glaube keine Person der Trinität, sondern lediglich einen jüdischen Wanderprediger (wie es zu Lebzeiten Jesu viele gab), der jüdisches Gedankengut verbreitete und wegen Aufrührertums von der römischen Besatzungsmacht hingerichtet wurde. Laut Talmud endet Jesus in der Hölle.

### Islam
Die klassische islamische Theologie (Ilm al-Kalam) versteht die christliche Trinitätslehre als unvereinbar mit der Einheit Gottes (Tauhīd) und als Spezialfall dessen, dass dem einen Gott ein anderer „beigesellt“ wird (Schirk).

„Gott vergibt nicht, daß man ihm (andere Götter) beigesellt. Was darunter liegt, (d. h. die weniger schweren Sünden) vergibt er, wem er (es vergeben) will. Und wenn einer (dem einen) Gott (andere Götter) beigesellt, ist er (damit vom rechten Weg) weit abgeirrt.“

Nur vereinzelt weichen heutige islamische Intellektuelle von dieser Einschätzung ab, um beispielsweise zu vertreten, dass der Koran nur ein Missverständnis christlicher Trinität, nämlich einen Dreigötterglauben (Tritheismus), ablehne.
Im Koran wird der christliche Trinitätsgedanke als Dreiheit von Gott, Jesus und Maria aufgefasst. Maria sei demnach Teil der Trinität und werde von den Christen als Gott verehrt. In jüngerer Islamforschung wird jedoch ein anderer Ansatz vertreten. So beschreibt David Thomas jene Verse in die Richtung, dass hier weniger ein wortwörtliches Glaubensbekenntnis, dass Maria ein Teil der Trinität sei, thematisiert werde, vielmehr gehe es in diesem Vers um eine Mahnung an die Menschheit, Jesus oder Maria exzessiv zu verehren. Ähnlich argumentieren Gabriel Said Reynolds, Sidney Griffith, Angelika Neuwirth und Mun’im Sirry; hier gehe es, so nach Sirry & Neuwirth, primär um die Sprache des Korans ein rhetorisches Statement zu setzen. Zusätzlich gibt es in den Quellen Hinweise auf eine frühchristliche Sekte, in welcher die Irrlehre der Deifizierung von Maria Fuß gefasst hatte.

„Und als Gott sprach: ‚O Jesus, Sohn Marias, warst du es, der zu den Menschen sagte: ‚Nehmt euch neben Gott mich und meine Mutter zu Göttern‘?“

Laut Ayatollah Dastghaib Shirazi gehören Christen, aus „islamischer Sicht […] in gewisser Weise zu den Polytheisten“ (Muschrik), denn sie glauben an die Trinität von Vater, Sohn und heiligem Geist. Der Vater wird demnach heutzutage mit Allah/Gott identifiziert, der Sohn mit Isa/Jesus und der Heilige Geist mit Dschibril/Engel Gabriel. Der Koran sagt in Bezug zu diesen Menschen:

„Ungläubig sind diejenigen, die sagen: ‚Gott ist einer von dreien‘. Es gibt keinen Gott außer einem einzigen Gott. Und wenn sie mit dem, was sie (da) sagen, nicht aufhören (haben sie nichts Gutes zu erwarten). Diejenigen von ihnen, die ungläubig sind, wird (dereinst) eine schmerzhafte Strafe treffen.“

Isa/Jesus ist für Muslime keinesfalls Gottes Sohn. Für Muslime ist das Gotteslästerung, denn jemanden neben Gott zu stellen, ist für Muslime das schlimmste Verbrechen, für das es keine Vergebung gibt (Schirk). Maria wird jedoch in keiner christlichen Kirche oder Sondergemeinschaft zur Trinität gezählt. Grund für das abweichende Verständnis des Islam könnte ein Missverständnis christlicher Marienverehrung oder die Bekanntschaft Mohammeds mit triadischen Vorstellungen östlicher Nachbarvölker gewesen sein. Wahrscheinlicher erscheint die Erklärung, dass das semitische Wort für „Geist“ feminin ist (hebräisch/aramäisch: רוח, ruach). Daraus könnte sich die falsche Vorstellung entwickelt haben, dass es sich um Gott Vater, Gott Mutter und Gott Sohn handele. Jedoch wird, wie bereits oben angemerkt, in der jüngeren Islamforschung die These vertreten, dass das Verständnis eben nicht auf einem Missverständnis ruht, sondern vielmehr gezielt als stilistisches Mittel genutzt wird, um mittels Rhetorik vor den Gefahren der Deifikation Jesus zu warnen. So könne man, laut Angelika Neuwirth & Mun’in Sirry, jene „koranische Passage als rhetorisches Statement verstehen“, da in der jüngeren Islamforschung, der „Fokus auf der rhetorischen Sprache des Korans“ liege. Die Dreieinigkeit wird im Koran unter anderem an folgenden Stellen explizit abgelehnt:

„Christus Jesus, der Sohn Marias, ist doch nur der Gesandte Gottes und sein Wort, das Er zu Maria hinüberbrachte, und ein Geist von ihm. So glaubt an Gott und seine Gesandten. Und sagt nicht: Drei.“

„Er [Gott] hat nicht gezeugt, und Er ist nicht gezeugt worden.“

Dem entgegnen christliche Theologen einerseits, dass diese „sehr körperliche“ Vorstellung der Trinität nicht der Trinität entspreche, wie sie das Christentum versteht, das die absolute Geistigkeit Gottes betont: Der Sohn wird vom Vater gezeugt nicht auf körperliche, sondern auf geistige Weise. Ebenso geht der Heilige Geist – nach westkirchlicher Ansicht aus der Liebe von Vater und Sohn (Annahme des Filioque), nach ostkirchlicher Ansicht aus dem Vater (Ablehnung des Filioque) – auf geistige Weise hervor. Islamische Theologen machen hingegen darauf aufmerksam, dass diese Frage von untergeordneter Bedeutung sei, da nach islamischem Verständnis bereits die Anrufung etwa Jesu in die Kategorie des Schirk (im Deutschen oft mit Vielgötterei übersetzt) falle.

## Außerchristliche triadische Vorstellungen
Göttliche Triaden (Dreiheiten, d. h. drei verschiedene, zusammengehörende Gottheiten), oft bestehend aus Vater, Mutter und Kind, sind aus den meisten Mythologien bekannt, beispielsweise in der römischen Mythologie Jupiter, Juno und Minerva oder Osiris, Isis, und Horus in der ägyptischen Mythologie.
Es wurden sogar vage „Anfänge von … Trinität“ bis auf ägyptische theologische Überlieferung zurückverfolgt.
Daneben gibt es auch Triaden mit dem Konzept des Modalismus: Eine Gottheit erscheint in verschiedenen (oft auch drei) Gestalten: So wurden vorchristliche Göttinnen im asiatischen, kleinasiatischen und europäischen Raum (wie z. B. die keltische Morrígan oder die Matronen) oft als drei verschiedene Personen abgebildet: als Jungfrau („Liebesgöttin“), als Mutter („Fruchtbarkeitsgöttin“) und als Altes Weib („Todesgöttin“) – jeweils zuständig für den Frühling, den Sommer und den Winter – alles Manifestationen derselben Göttin. Im Neopaganismus wurde daraus eine Dreifaltige Göttin.

### Hinduismus
Eine Trimurti („Dreigestalt“, „dreiteiliges Götterbild“) ist im Hinduismus die Einheit der drei Aspekte von Gott in seinen Formen als Schöpfer Brahma, als Erhalter Vishnu und Zerstörer Shiva. Diese Dreiheit in der Einheit (trimurti) repräsentiert das formlose Brahman und drückt die schöpfenden, erhaltenden und zerstörenden Aspekte des höchsten Seienden aus, die sich gegenseitig bedingen und ergänzen. Ob es sich dabei um „Personen“ im christlichen Sinn handelt, hängt von der Auffassung von „Person“ in der jeweiligen theologischen Richtung ab: Bei pantheistischen Richtungen wie der Shankaras erübrigt sich die Frage; Richtungen, die Persönlichkeit betonen wie die Ramanujas oder Madhvas, neigen eher dazu, die drei Aspekte als eine Art „Erzengel“ einer transzendenten Gottheit wie Vishnu oder Shiva unterzuordnen. Speziell im tamilischen Shivaismus wird Shiva als transzendenter Gott gesehen und seine zerstörende Funktion als Rudra bezeichnet. Teilweise zählt man auch Verblendung und Erlösung zu den (jetzt fünf) Hauptaspekten Shivas, die dann aber im Bild des Tanzenden Shiva symbolisch dargestellt werden.
Jedoch ist die Trimurti kein zentrales Konzept des Hinduismus, denn es gibt auch „zweigestaltige“ Bilder, allen voran die verbreitete Darstellung von Shiva als zur Hälfte Mann und zur Hälfte Frau (Ardhanarishvara), das auch sehr häufige Harihara-Bild, das halb Vishnu und halb Shiva ist, und in dem der heute wenig verehrte Brahma fehlt. Eine weitere Gruppe von Göttern, die auch als höhere Einheit aufgefasst werden kann, ist Shiva und Parvati mit ihren Kindern Ganesh und/oder Skanda als Götterfamilie.
Shakti-Verehrer, die Anhänger der weiblich dargestellten Form Gottes, kennen auch eine weibliche Trimurti mit Sarasvati – der Schöpferin, Lakshmi – der Erhaltenden und Kali – der Zerstörerin.

### Buddhismus
Der Zen-Buddhismus unterscheidet einen dreifachen Buddha-Leib (Trikaya):
- Dharma-kāya, der das Wesen des Buddha darstellt und ewig existiert;
- Saṃbhoga-kāya, der den Aspekt der Möglichkeit darstellt und alle Menschen zur Erlösung führen will durch die Verbindung von Mitleid und Weisheit;
- Nirmāna-kāya, der die Erscheinung des Buddha in der Welt bedeutet.

Die zentrale Gestalt im Mahayana-Buddhismus ist der Saṃbhoga-kāya. Er entspricht der Vorstellung des Bodhisattva, der nicht nur für Buddha selbst, sondern für alle Menschen möglich ist.
Für die Welt bedeutet das:
- Betrachtet im Licht des Dharma-kāya Buddha ist die Welt (mit dem Auge der Erleuchtung betrachtet) mit diesem identisch: „Wer die vier edlen Wahrheiten kennt, der nimmt Dharma-kāya Buddha in allen Ecken der Welt wahr.“
- Betrachtet im Licht des Nirmāna-kāya Buddha ist die Welt das Objekt der Erlösung. Buddha erscheint in der Welt des Leidens, weil er die Leidenden nicht im Stich lassen kann. Dabei hängt das Erscheinen oder Nicht-Erscheinen des Buddha vom jeweiligen Zustand der Welt ab.
- Betrachtet im Licht des Saṃbhoga-kāya Buddha ist die Welt der Ort der Bewährung auf dem Mittleren Weg des Buddha. Der Bodhisattva geht sowohl den Weg der Errettung (den Weg nach unten), als auch den Weg der Erleuchtung (den Weg nach oben).

Leben in dieser Welt bedeutet ein Dazwischen-Sein zwischen den Ufern des Leidens und den Ufern der Erlösung.
Der Bodhisattva liebt es, in dieser Welt des Sunyata zu leben. Sunyata bedeutet nicht einfach Leere, sondern auch Fülle, Ko-Existenz ohne jede Ablehnung oder Vermeidung. Der Saṃbhoga-kāya Buddha versteht, dass die Welt des Leidens nichts anderes ist als die Welt der Erleuchtung.
Die Beziehung des Menschen zur Wahrheit (zur Liebe) wird deutlich in der Bildergeschichte vom Ochsen und seinem Hirten. In zehn Bildern wird eine Geschichte vom Suchen, Finden, Zähmen, Vergessen, Sich-Verlieren und Neu-Finden erzählt, die deutlich macht, wie sehr der Buddhismus eine geistliche Übung, ein Weg der (Selbst-)Erkenntnis ist.

### Gnosis
Triadische oder trinitarische Formulierungen finden sich auch in gnostischen Texten von Nag Hammadi.

### Neuplatonismus
Der Philosophiehistoriker Jens Halfwassen hält es für eine der merkwürdigsten Ironien der Geschichte, dass „ausgerechnet der erklärte Christenfeind Porphyrios mit seinem trinitarischen Gottesbegriff, den er aus der Interpretation der Chaldäischen Orakel entwickelte, zum wichtigsten Anreger für die Ausbildung des kirchlichen Trinitätsdogmas im 4. Jahrhundert wurde … Es war ausgerechnet Porphyrios, der die rechtgläubigen Kirchenväter gelehrt hatte, wie man die wechselseitige Implikation und damit die Gleichwesentlichkeit von drei unterschiedlichen Momenten in Gott mit der Einheit Gottes zusammendenken kann, wodurch die Gottheit Christi erst mit dem biblischen Monotheismus vereinbar wurde.“ Eine Menschwerdung einer der Personen der Trinität war für einen Neuplatoniker wie Porphyrios jedoch unannehmbar.

## Soziologische Studien
2022 untersuchte eine amerikanische Studie die Zustimmung der Amerikaner zur Dreifaltigkeitslehre. Dabei wurden die Teilnehmer um ihre Haltung zu der Aussage konfrontiert: "Jesus war ein großer Lehrer, aber er war nicht Gott". 31 % stimmten mit der Aussage völlig überein, 22 % etwas, während 27 % die Aussage gänzlich ablehnten.

### Dogmen- und Kirchengeschichte
- Joseph Barbel: Der Gott Jesu im Glauben der Kirche. Die Trinitätslehre bis zum 5. Jahrhundert (= Der Christ in der Welt, Bd. V,15e). Hrsg. von Albert Fries. Paul Pattloch Verlag, Aschaffenburg 1976.
- Leonardo Boff: Kleine Trinitätslehre. Patmos, Düsseldorf 2007, ISBN 978-3-491-69435-4.
- Christoph Bruns: Trinität und Kosmos. Zur Gotteslehre des Origenes. Adamantiana Bd. 3, Aschendorff, Münster 2013, ISBN 978-3-402-13713-0.
- Franz Courth: Trinität (= Handbuch der Dogmengeschichte, Bd. 2: Der trinitarische Gott – Die Schöpfung – Die Sünde, Faszikel 1). Herder, Freiburg im Breisgau
  - Faszikel 1a: In der Schrift und Patristik, 1988, ISBN 3-451-00745-2.
  - Faszikel 1b: In der Scholastik, 1985, ISBN 3-451-00744-4.
  - Faszikel 1c: Von der Reformation bis zur Gegenwart, 1996, ISBN 3-451-00741-X.
- Franz Dünzl: Kleine Geschichte des trinitarischen Dogmas in der Alten Kirche. Herder, Freiburg im Breisgau 2006, ISBN 3-451-28946-6.
- Peter Gemeinhardt: Die Filioque-Kontroverse zwischen Ost- und Westkirche im Frühmittelalter (= Arbeiten zur Kirchengeschichte, Bd. 82). Walter de Gruyter, Berlin 2002, ISBN 3-11-017491-X (Dissertation Universität Marburg 2001).
- Jan Rohls: Gott, Trinität und Geist (= Ideengeschichte des Christentums, Bd. 3). Mohr Siebeck, Tübingen 2014, ISBN 978-3-16-152789-0.

### Systematische Theologie
- Reinhold Bernhardt: Monotheismus und Trinität. Gotteslehre im Kontext der Religionstheologie. TVZ, Zürich 2023, ISBN 978-3-290-18526-8.
- Gisbert Greshake: Der dreieine Gott. Eine trinitarische Theologie. Sonderausgabe, 5., nochmals erweiterte Auflage der Erstausgabe. Herder, Freiburg (Breisgau) u. a. 2007, ISBN 978-3-451-29667-3.
- Gisbert Greshake: An den drei-einen Gott glauben. Ein Schlüssel zum Verstehen. Herder, Freiburg (Breisgau) u. a. 1998, ISBN 3-451-26669-5.
- Matthias Haudel: Gotteslehre. Die Bedeutung der Trinitätslehre für Theologie, Kirche und Welt. Vandenhoeck & Ruprecht / UTB, Göttingen 2015 (2. Aufl. 2018), ISBN 978-3-8252-4970-0.
- Matthias Haudel: Die Selbsterschließung des dreieinigen Gottes. Grundlage eines ökumenischen Offenbarungs-, Gottes- und Kirchenverständnisses (= Forschungen zur systematischen und ökumenischen Theologie 110). Vandenhoeck & Ruprecht, Göttingen 2006 (doppelte Aufl.), ISBN 978-3-525-56338-0.
- Klaus Hemmerle: Thesen zu einer trinitarischen Ontologie. Johannes-Verlag, Einsiedeln 1976, ISBN 3-265-10171-1.
- Thomas McCall, Michael Rea (Hrsg.): Philosophical and Theological Essays on the Trinity. Oxford University Press, Oxford 2009, ISBN 978-0-19-921621-5.
- Jürgen Moltmann: Trinität und Reich Gottes. Zur Gotteslehre. 3. Auflage. Kaiser, Gütersloh 1994, ISBN 3-579-01930-9.
- Daniel Munteanu: Der tröstende Geist der Liebe. Zu einer ökumenischen Lehre vom Heiligen Geist über die trinitarischen Theologien Jürgen Moltmanns und Dumitru Staniloaes. Neukirchener Verlag, Neukirchen-Vluyn 2003, ISBN 3-7887-1982-6 (zugleich: Heidelberg, Univ., Diss., 2002).
- Michael Murrmann-Kahl, "Mysterium trinitatis"? Fallstudien zur Trinitätslehre in der evangelischen Dogmatik des 20. Jahrhunderts. (= TBT 79) Walter de Gruyter, Berlin New York 1997 (Reprint 2018), ISBN 3-11-015262-2.
- Michael Murrmann-Kahl, Artikel "Trinität. II". In: Historisches Wörterbuch der Philosophie, Band 10, Basel 1999, Sp. 1504–1516.
- Bernhard Nitsche: Gott und Freiheit. Skizzen zur trinitarischen Gotteslehre . (= ratio fidei 34) Pustet, Regensburg 2008.
- Karl Rahner (Hrsg.): Der eine Gott und der dreieine Gott. Das Gottesverständnis bei Christen, Juden und Muslimen. Schnell und Steiner, München u. a. 1983, ISBN 3-7954-0126-7.
- Joseph Ratzinger: Glaube an den dreieinigen Gott. In: Joseph Ratzinger: Einführung in das Christentum. Vorlesungen über das apostolische Glaubensbekenntnis. Mit einem neuen einleitenden Essay. Völlig unveränderte, mit einer neuen Einführung versehene Neuausgabe. Kösel, München 2000, ISBN 3-466-20455-0, Kapitel 5.
- Thomas Schärtl: Analytische Trinitätslehre. In: Georg Gasser u. a. (Hrsg.): Handbuch für analytische Theologie. Aschendorff, Münster 2017, ISBN 978-3-402-13279-1, S. 469–517.
- Hartmut von Sass: Nachmetaphysische Dreifaltigkeit – Barth, Jüngel und die Transformation der Trinitätslehre. In: ZThK, Heft 3, 2014, ISSN 0044-3549, S. 307–331.
- Bertram Stubenrauch: Dreifaltigkeit (= Topos-plus-Taschenbücher Bd. 434 Positionen). Matthias-Grünewald-Verlag, Mainz 2002, ISBN 3-7867-8434-5.
- Heinz-Jürgen Vogels: Rahner im Kreuzverhör. Das System Karl Rahners zuendegedacht. Borengässer, Bonn 2002, ISBN 3-923946-57-0.
- Herbert Vorgrimler: Gott – Vater, Sohn und Heiliger Geist. 2. Auflage. Aschendorff, Münster 2003, ISBN 3-402-03431-X.
- Michael Welker, Miroslav Volf (Hrsg.): Der lebendige Gott als Trinität. Jürgen Moltmann zum 80. Geburtstag. Gütersloher Verlags-Haus, Gütersloh 2006, ISBN 3-579-05229-2.
- Rudolf Weth (Hrsg.): Der lebendige Gott. Auf den Spuren neueren trinitarischen Denkens. Neukirchener Verlag, Neukirchen-Vluyn 2005, ISBN 3-7887-2123-5.

## Ikonographie
- Wolfgang Braunfels: Art. Dreifaltigkeit. In: Engelbert Kirschbaum (Hrsg.): Lexikon der christlichen Ikonographie. Erster Band. Herder Verlag, Rom/Freiburg/Basel/Wien 1974, Sp. 525–537.